# AAV7
AAV7 もしくはAAVP7（Assault Amphibious Vehicle，personnel.model7：水陸両用強襲輸送車7型）は、アメリカ合衆国の軍用車両メーカー、FMC Corporation社（その後のUnited Defense Industries社、現BAEシステムズ社）で開発された水陸両用車としての能力を有する装甲兵員輸送車である。
公式の愛称はないが、アメリカ海兵隊では水陸両用装甲車に用いる伝統的な名称であるアムトラック（Amtrak）の愛称で呼ばれている。

## 概要
地上だけでなく、水上を浮上航行する能力を持つ水陸両用装軌車両で、水上での推進力は主にウォータージェット推進を利用するが、履帯の回転だけでも7.2km/hの推進力を有する。

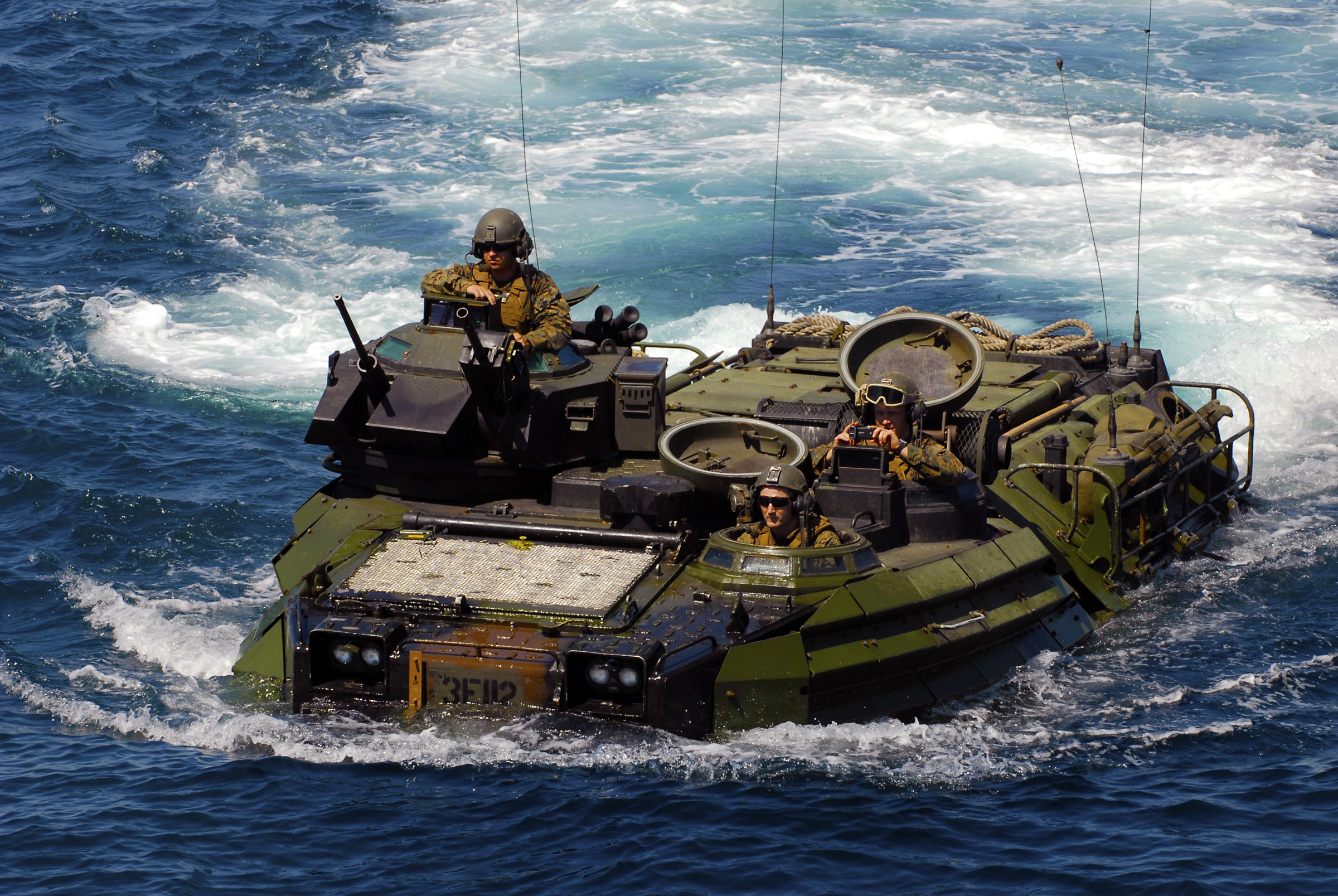
浮航状態

元はLVTP-7(Landing Vehicle, Tracked, Personnel-7の略称)の名称でアメリカ海兵隊における上陸強襲作戦用に開発されたが、実戦投入された湾岸戦争・イラク戦争では、陸上にて通常の装甲兵員輸送車や歩兵戦闘車として使用されることが多く、対戦車ミサイル対策として増加装甲キットが開発されて装備されている。

## 開発の経緯
1964年、アメリカ海兵隊は新型水陸両用強襲車両の開発を各メーカーに要請、FMC社の案が採用された。1966年-1969年にかけて研究開発、試作が行われ、LVTP5（LVT5）を発展させたLVTP7（Landing Vehicle, Tracked, Personnel, model 7）が1970年6月に採用された。1971年より配備が始まり、1974年には発注されたLVTP7の生産が完了した。
LVTP7は、地上で72km/h、水上で13km/hの速度を出し、海兵隊員25名を収容できた。当時の武装は、M85機関銃1丁を装備した銃塔のみで、NBCに対する防護措置もとられていなかった。
1970年代後半、海兵隊は新型水陸両用強襲車両の取得計画を中止し、1977年にLVTP7を改修した車両を開発するようFMC社に求めた。14輌の試作車両が製作され、重量増加に対応したサスペンションの強化により車高を短縮、発電機や電子機器の更新、銃塔へ発煙弾発射機を装備、各乗員用の暗視装置もパッシブ式に変更されるなどの改修がなされた。海兵隊ではこの車両をLVTP7A1として採用すると共に、生産をA1型に切り替えて続行することを決定した。
1985年には制式名を「LVTP7A1」からAAV7A1（Assault Amphibian Vehicle，personnel, model7 Advanced1）に変更した。

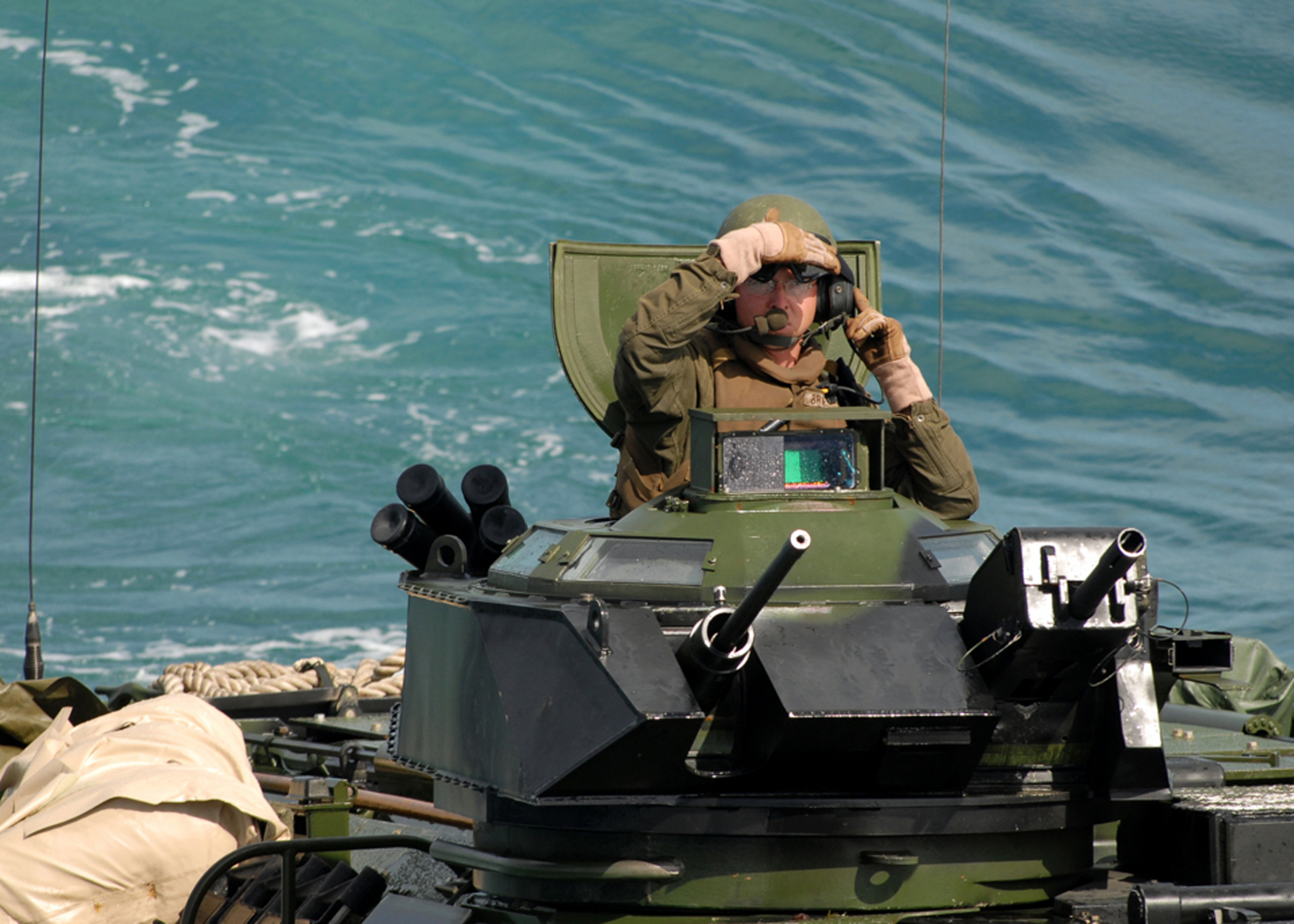
M2重機関銃とMk.19 グレネードランチャーを装備した新型銃塔（UGWS）

海兵隊では1980年代後期に入り、12.7mm重機関銃（M85に替えてM2重機関銃を装備）、Mk19 自動擲弾銃および発煙弾発射機を装備したキャデラック・ゲージ製新型銃塔（UGWS 、Up-Gunned Weapon Stationの略）に換装し、車体前面に折畳式の波切板を装備、耐弾能力を7.62mmレベルから14.5mmレベルへ引き上げる強化型増着装甲キット（EAAK 、Enhanced Applique Armor Kitsの略）の装着を可能にする改修を行っている。湾岸戦争時点では、EAAKの追加装備が間に合っておらず、一部の車両はパンチングメタル状の金属板をスペーサーを介して車体に取り付けて、即席の中空増加装甲として運用していた。その後、エンジンをM2ブラッドレー歩兵戦闘車が使用している強力なカミンズ V903水冷ディーゼルエンジン（525馬力）へ換装し、サスペンション・ホイールなどもM2 ブラッドレーと共通化する二次改修（RAM/RS、Reliability, Availability, Maintainability/Rebuild to Standard の略）が1998年に承認され、順次実行されている。2003年のイラク戦争時には、RAM/RS改修済みの車両と未改修の車両が混在していた。
アメリカ海兵隊はAAV7の後継車種としてEFV (Expeditionary Fighting Vehicle：遠征戦闘車)の開発を進めていたが、2011年にキャンセルとなった。このため海兵隊はAAV7の運用を引き続き継続する事となったが、その一方でイラク戦争、およびこれに続くアフガニスタン紛争において、AAV7のアルミ製車体の防御力の低さが明らかとなっていた。こういった事情を背景に、AAV7の生存製を高め運用年数を増やす改修計画がサイエンス・アプリケーションズ・インターナショナルによって進められ、2016年にAAV7 SU (AAV7 Survivability Upgrade) として公開された。AAV7 SUの車体周囲にはセラミック製追加装甲が装着され、車体内側には飛散防止ライナーが装着される。また兵員用座席にも対地雷防護が施されている。アメリカ海兵隊は今後、AAV7 SUを2035年まで運用する予定である。
派生型として、指揮車両型AAVC7と回収車両型AAVR7がある。1970年代にはLVTP7をベースにXM723が試作され、M2ブラッドレー歩兵戦闘車に発展している。

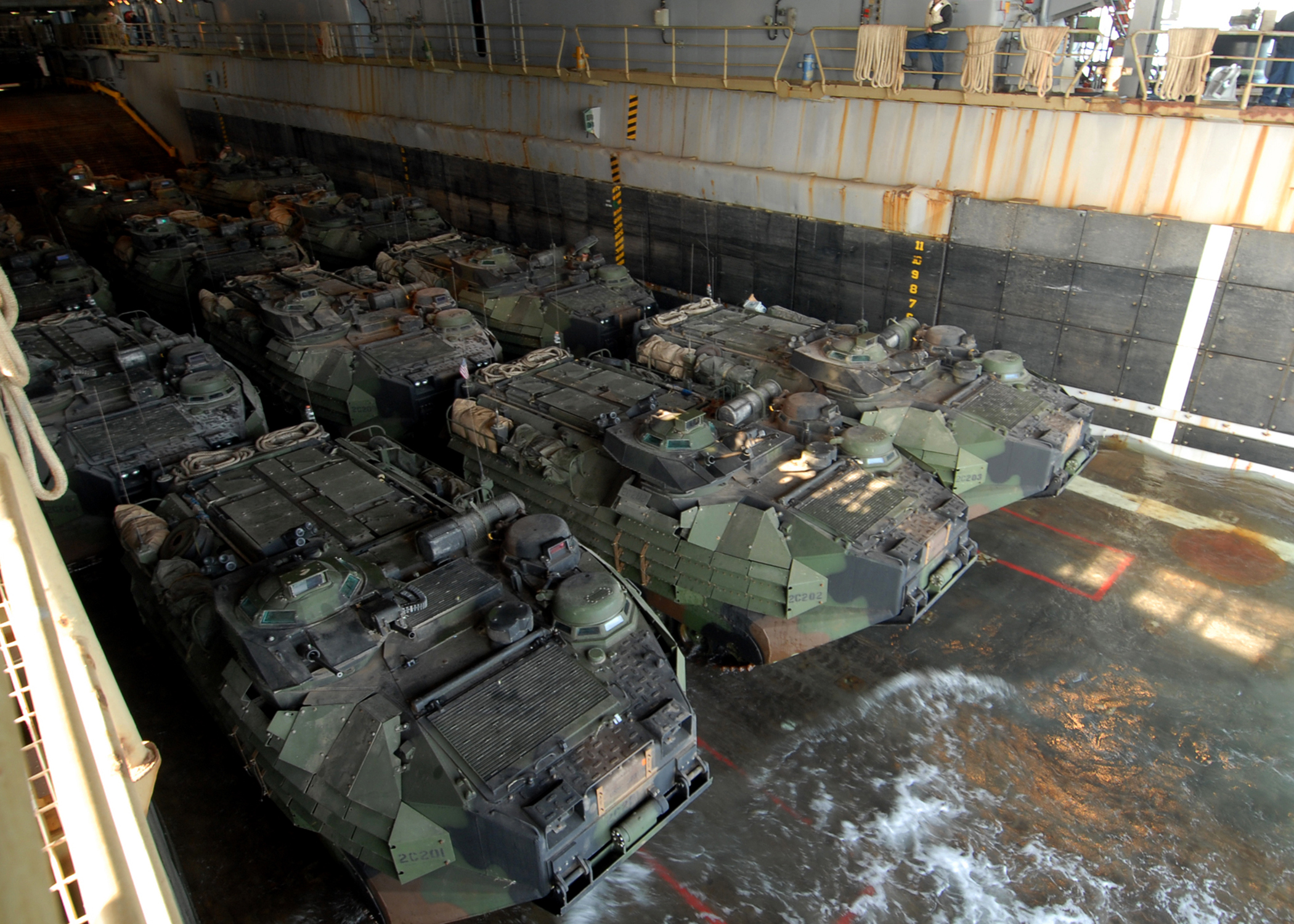
AAV発進のため注水される「カーター・ホール」のウェルドック内
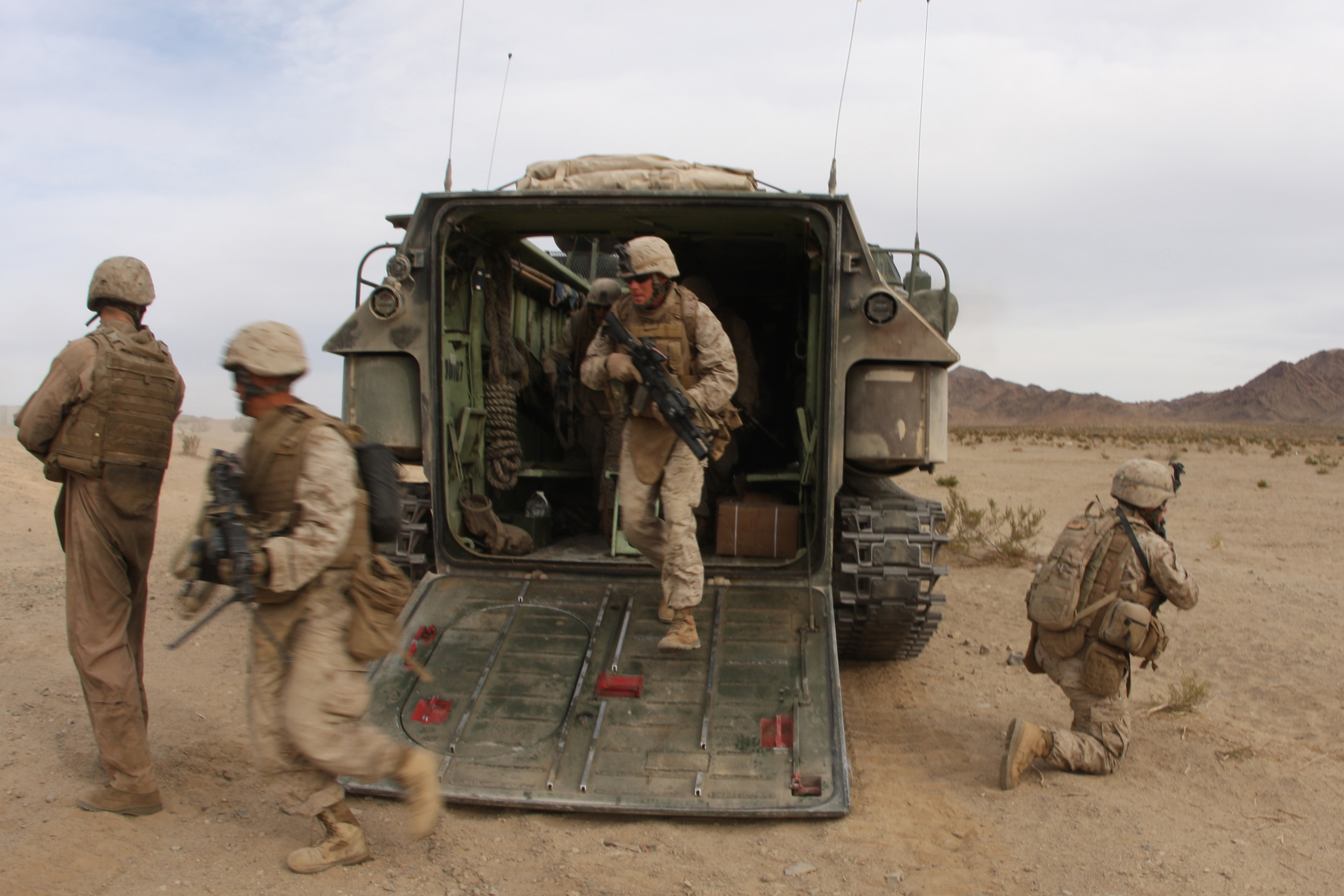
AAV7より降車する第31海兵遠征部隊の隊員ら
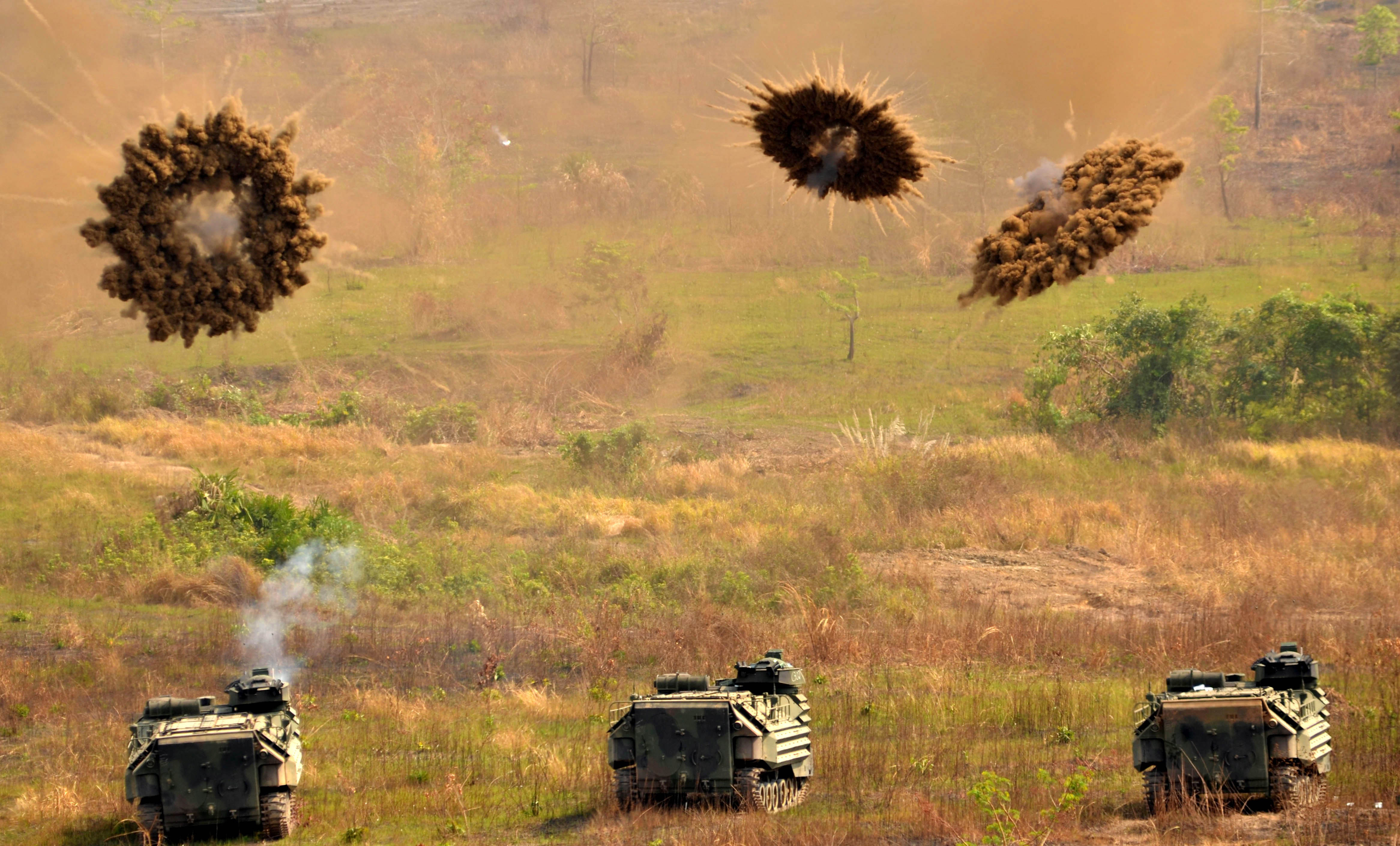
発煙弾を発射するAAV7
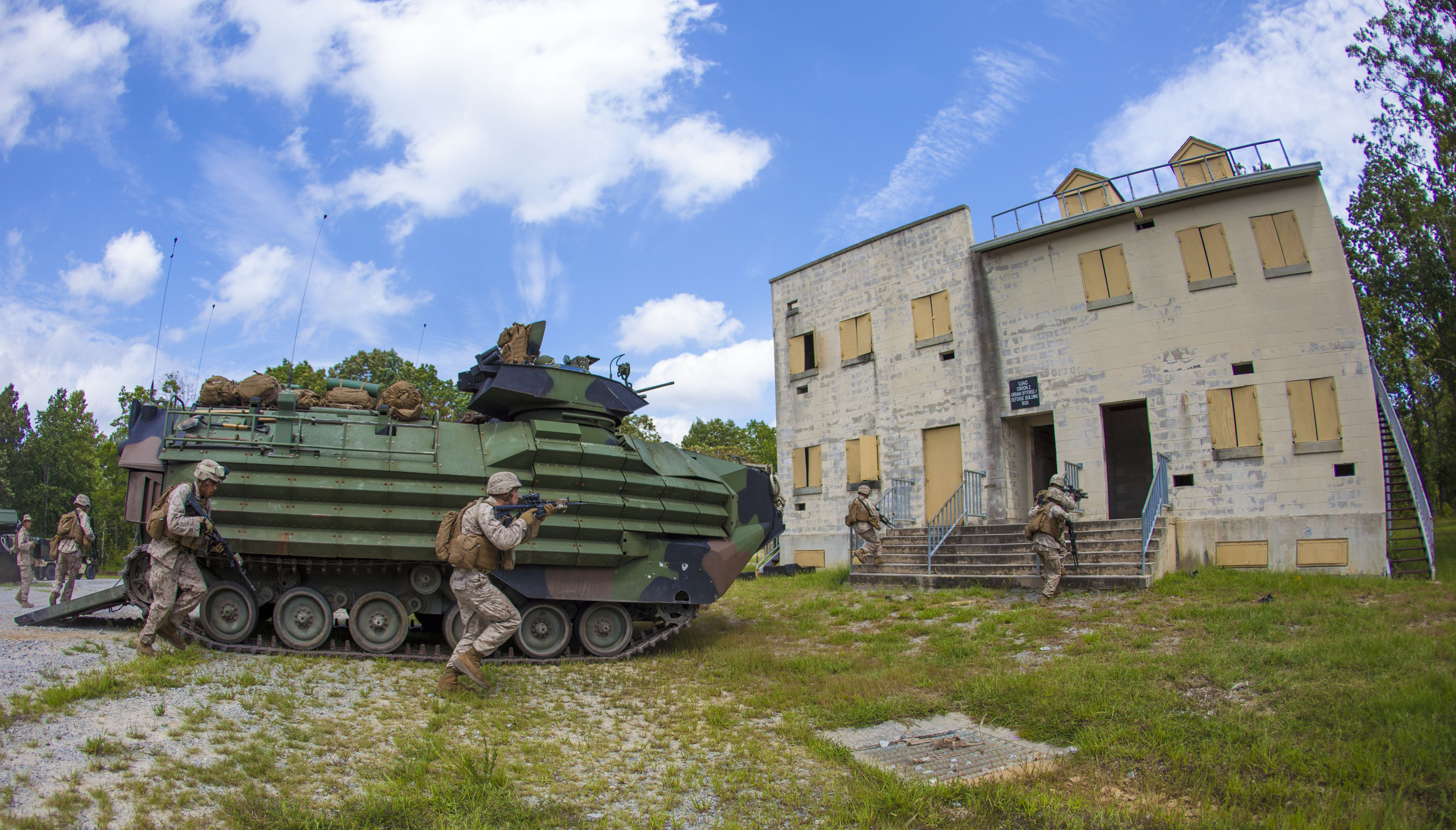
フォート・ピケットで演習を行うAAV7と海兵遠征部隊隊員
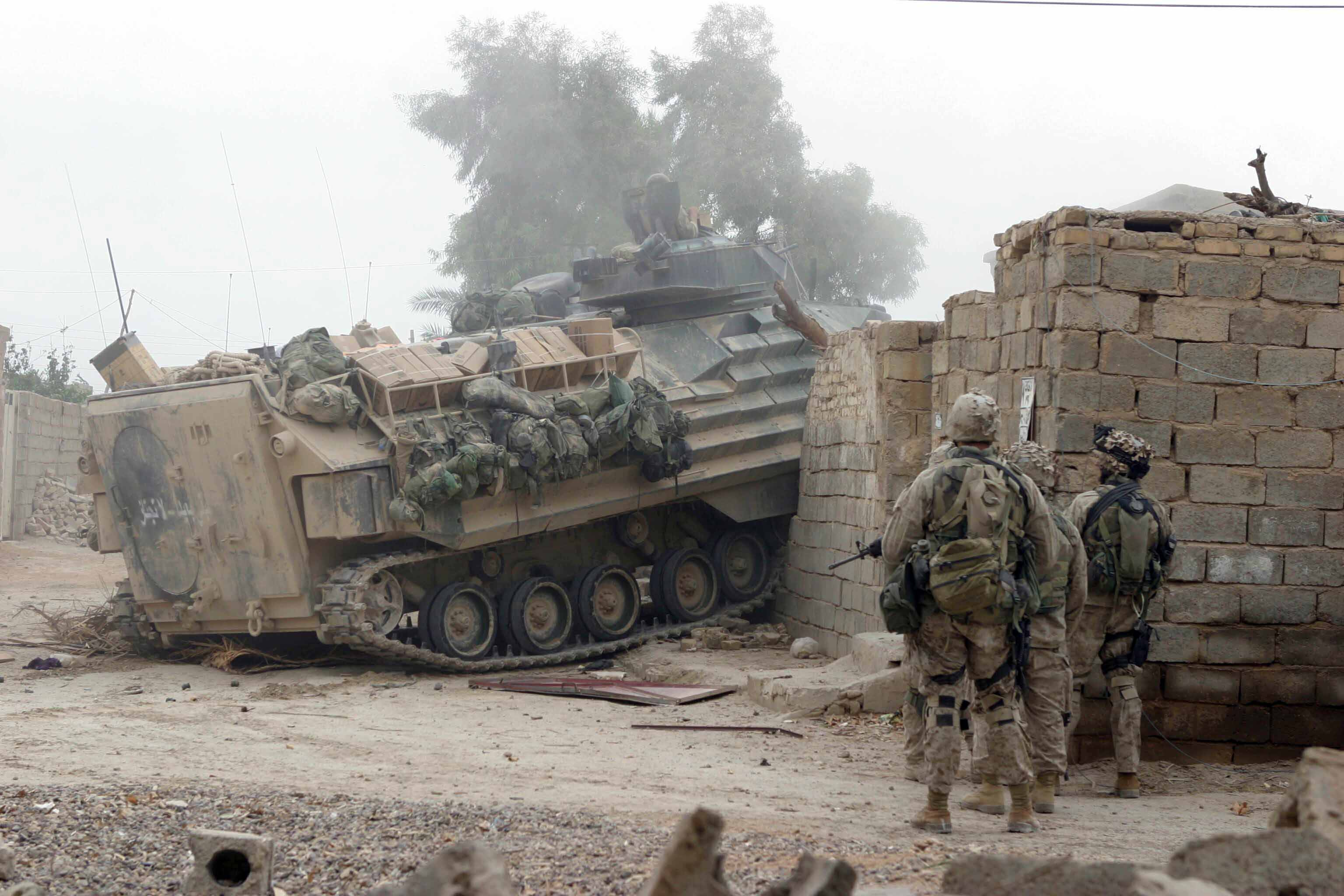
ファルージャで戦闘中のAAV7（第二次ファルージャ戦）。イラク戦争においては海上から上陸後バグダードまで侵攻し、その後も長いあいだ地上戦に投入された
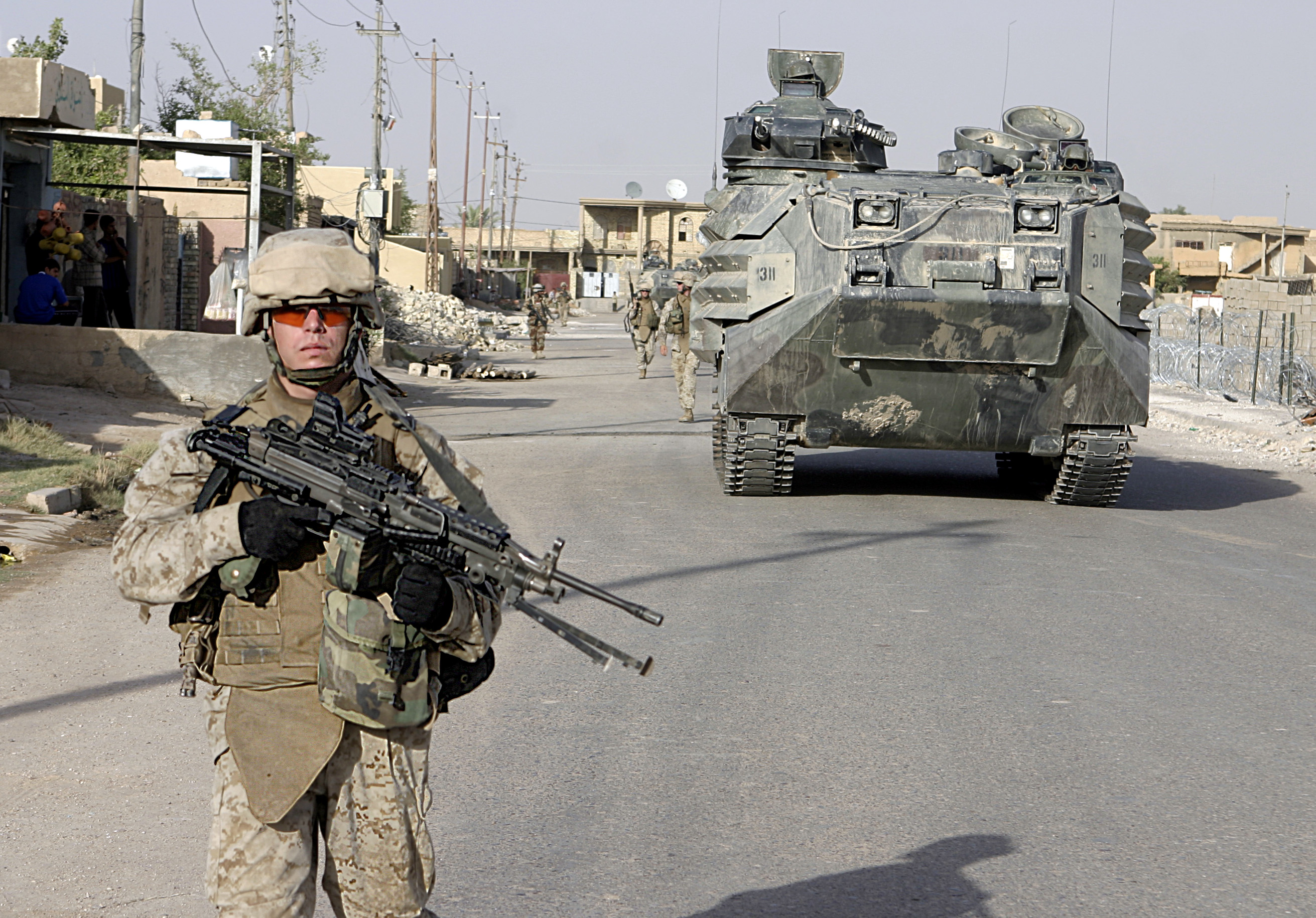
イラク国内でパトロール活動を行う海兵隊員とAAV7
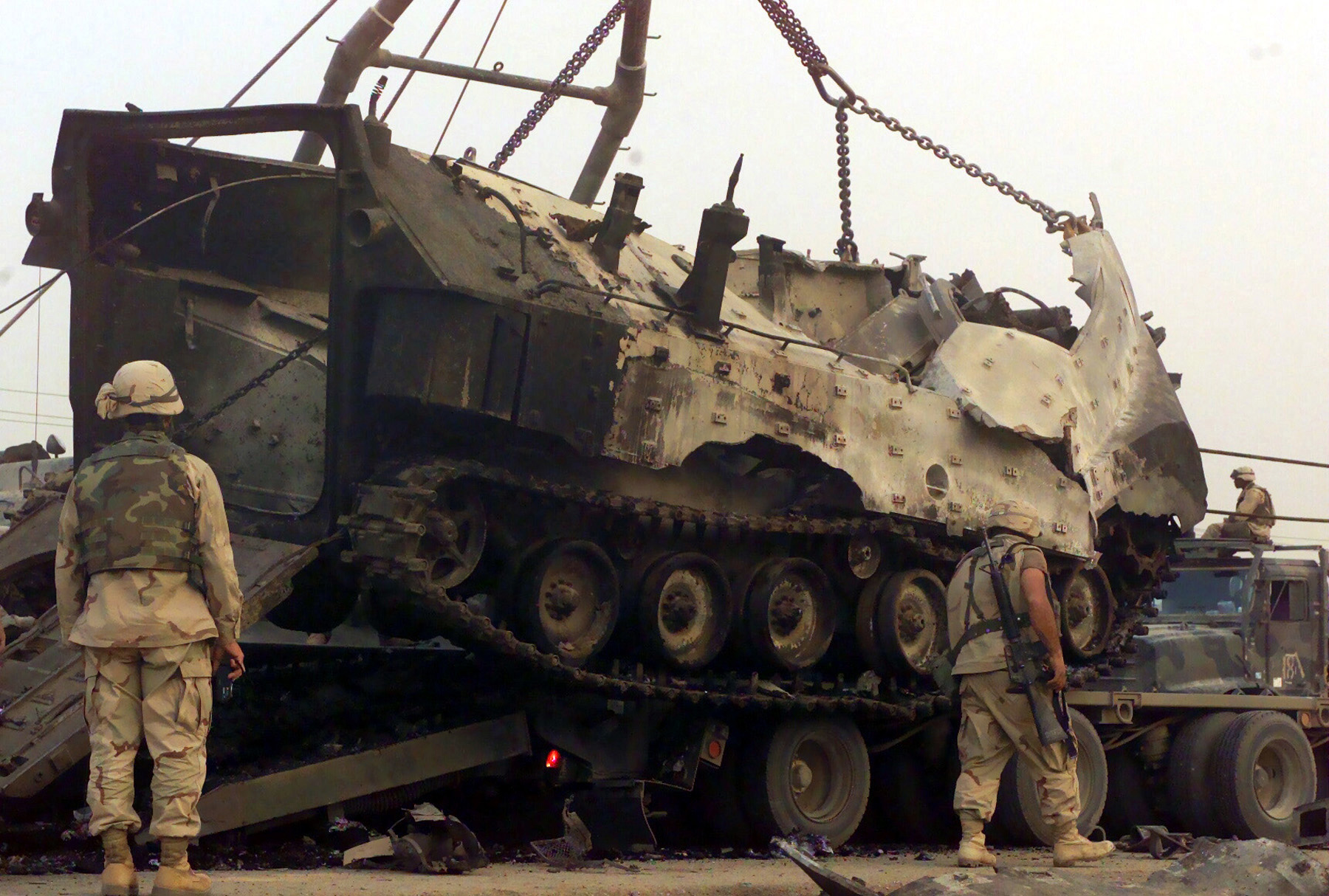
イラクのナシリアで撃破されたAAV7
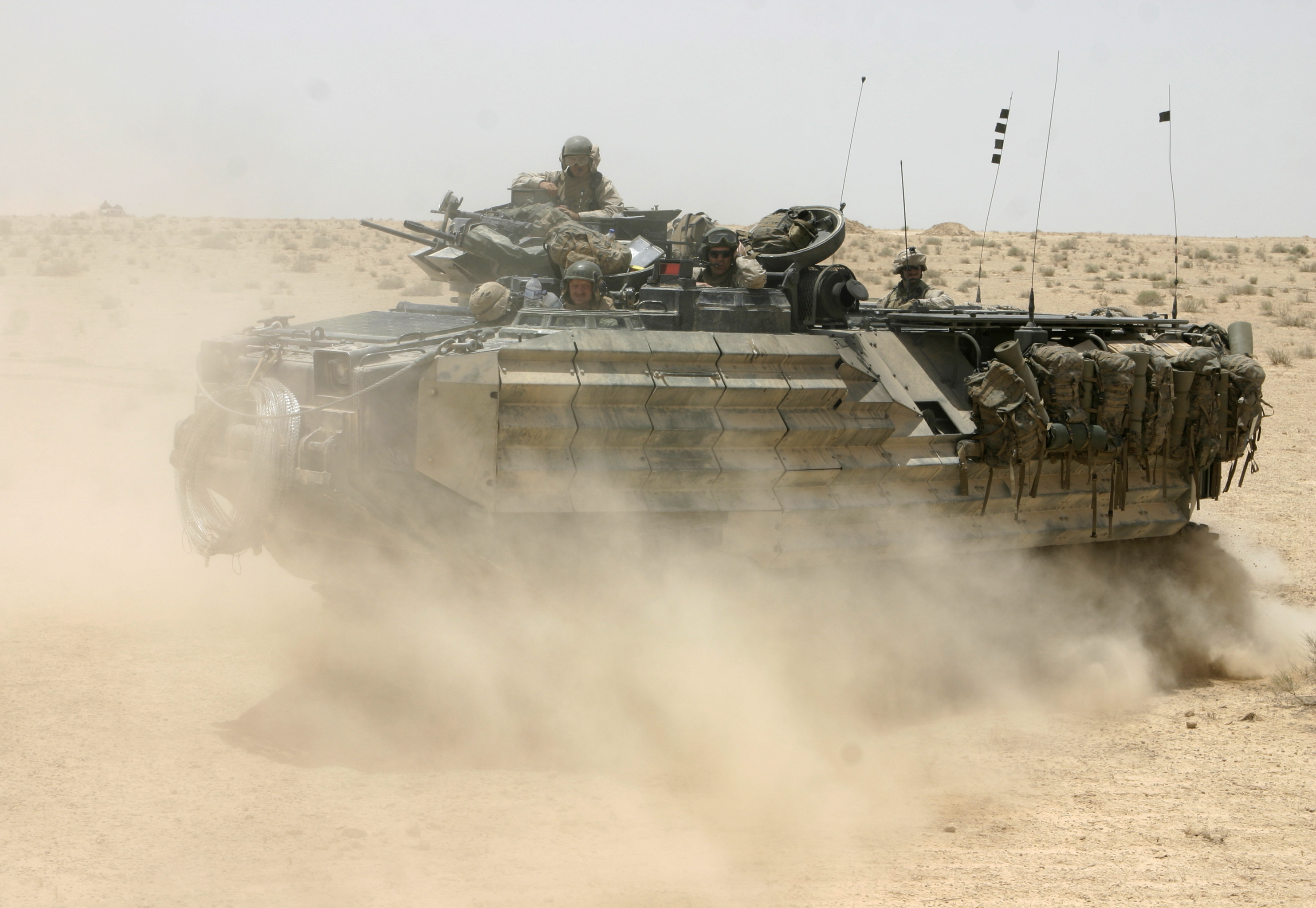
走行するAAVP7A1 RAM/RS EAAK(イラク国内、2005年)
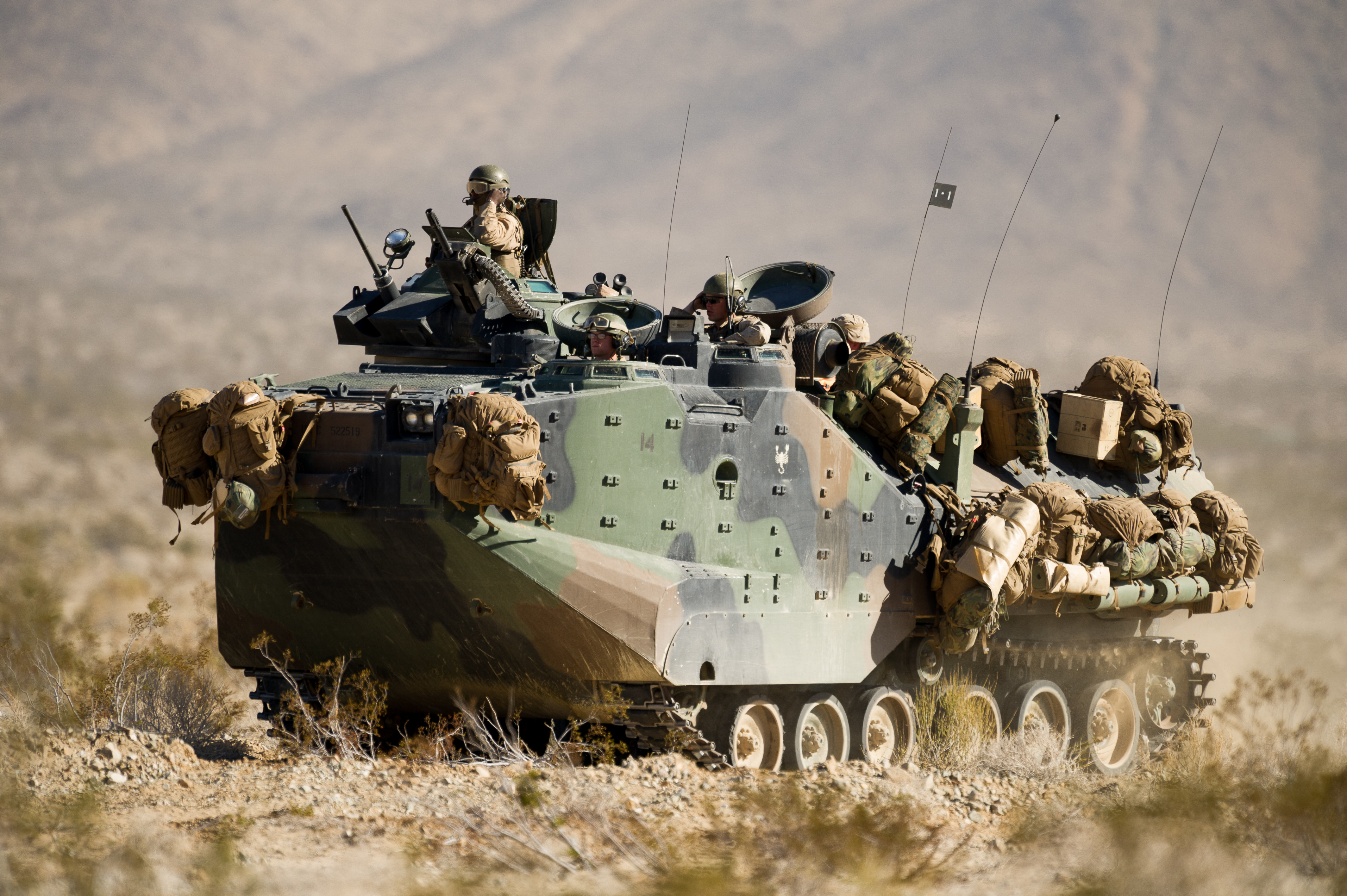
演習で荷物を満載し走行するAAV7
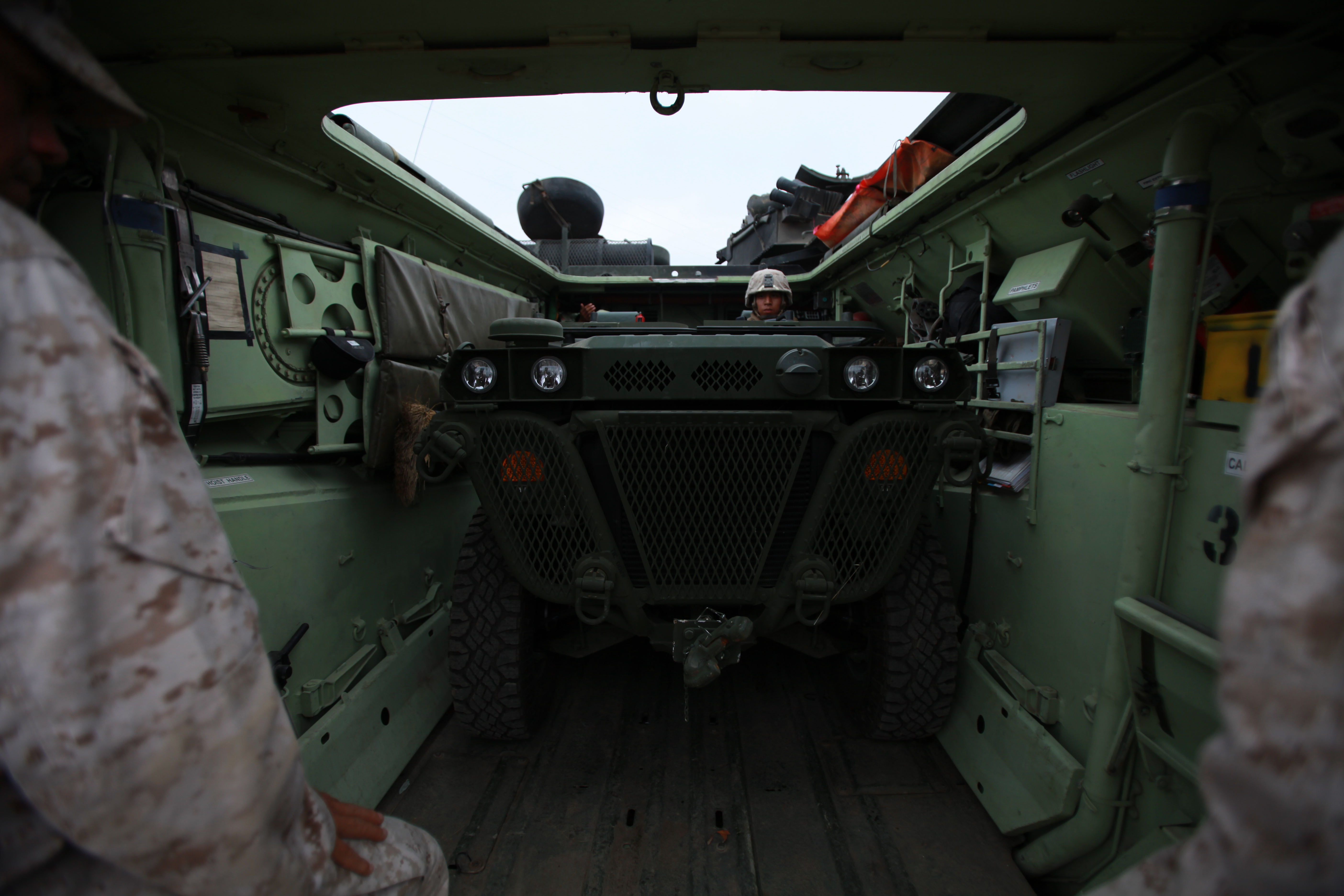
AAV7の車内に収容されたM1161 グロウラーITV。

## 比較
|          | AAV7                              | BMP-3F                                                             | ZBD-05                                         | EFV                         | BvS10                               |
| -------- | --------------------------------- | ------------------------------------------------------------------ | ---------------------------------------------- | --------------------------- | ----------------------------------- |
| 画像     |                                   |                                                                    |                                                |                             |                                     |
| 全長     | 8.16 m                            | 7.14 m                                                             | 9.5 m                                          | 9.27 m                      | 7.6 m                               |
| 全幅     | 3.26 m                            | 3.23 m                                                             | 3.36 m                                         | 3.63 m                      | 2.34 m                              |
| 全高     | 3.31 m                            | 2.30 m                                                             | 3.04 m                                         | 3.31 m                      | 2.2 m（前方車両） 2.1 m（後方車両） |
| 重量     | 25.6 t                            | 23.0 t                                                             | 26.0 t                                         | 28.7 t                      | 5.0 t（前） 3.5 t（後）             |
| 最大出力 | 400 hp                            | 500 hp                                                             | 550 hp （水上時は1,475 hp）                    | 851 hp （水上時は2,703 hp） | 285 hp                              |
| 最高速度 | 72 km/h                           | 70 km/h                                                            | 65 km/h                                        | 72 km/h                     | 65 km/h                             |
| 水上速度 | 13 km/h                           | 10 km/h                                                            | 20-30 km/h                                     | 46 km/h                     | 5 km/h                              |
| 乗員数   | 3+25名                            | 3+7-9名                                                            | 3+8名                                          | 3+17名                      | 1+4名（前）、8名（後）              |
| 武装     | 40mm自動擲弾銃×1 12.7mm重機関銃×1 | 7.62mm機関銃×3 30mm機関砲×1 100mm低圧砲2A70×1 9M117ATM（砲発射式） | 30mm機関砲×1 紅箭73CATM発射機×2 7.62mm機関銃×1 | 30mm機関砲×1 7.62mm機関銃×1 | 12.7mm重機関銃×1                    |
| 備考     |                                   | 海軍歩兵仕様                                                       | 火力支援型などの 派生型が存在                  | 2011年開発中止              | Bv.206の海兵隊仕様 2両連結式        |

## 各型及び派生型

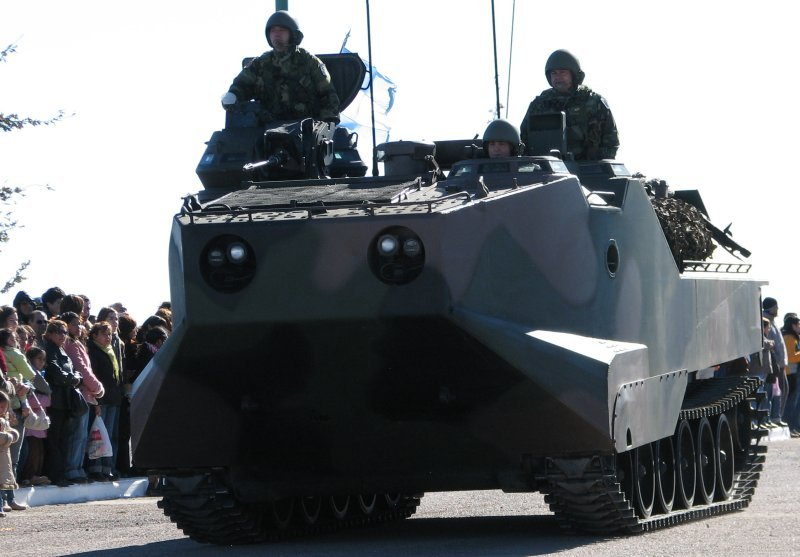
初期型銃塔を備えたLVTP-7（アルゼンチン軍の車両）。前照灯部分が丸くなっている点が外観上の特徴である

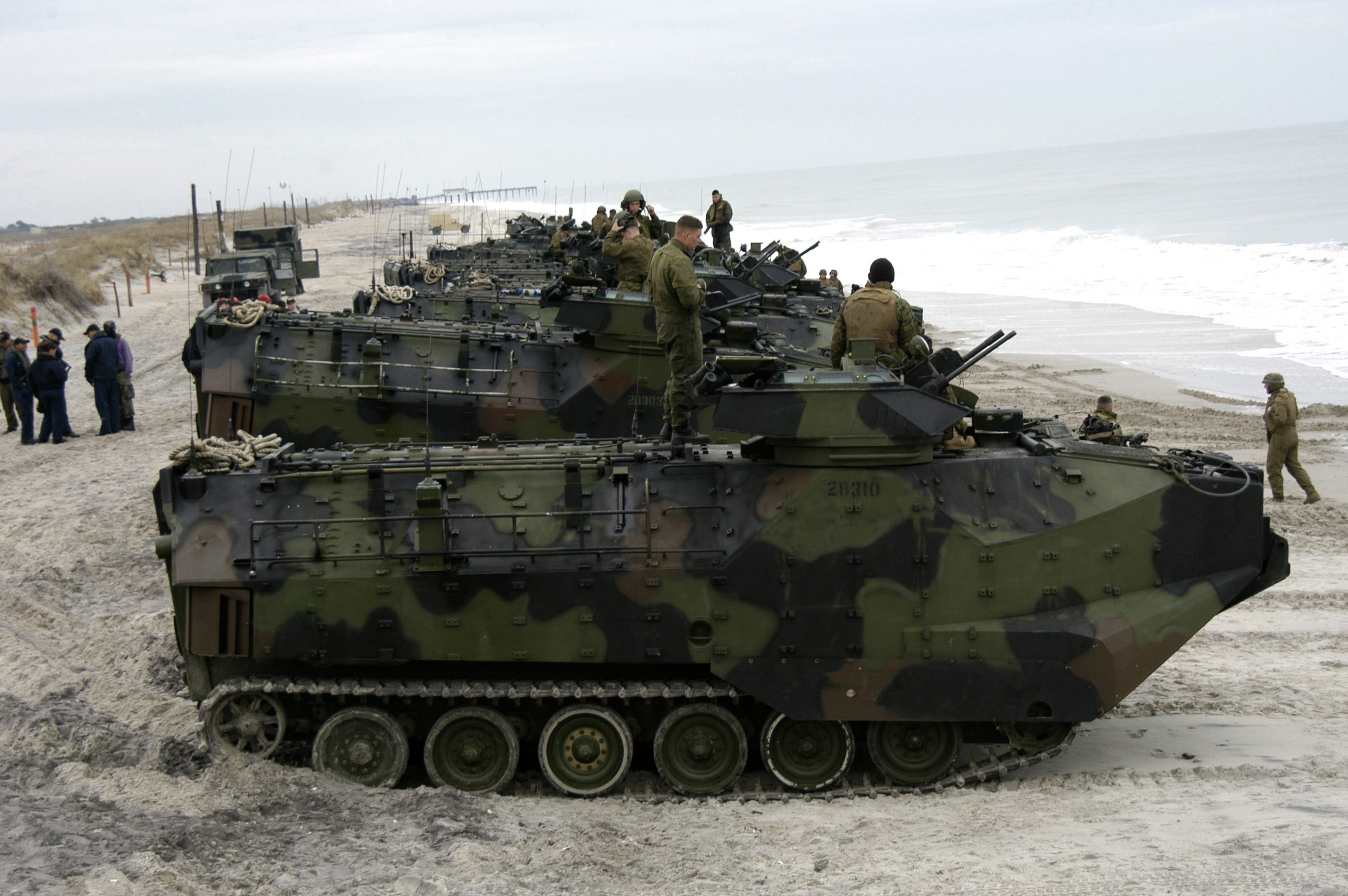
新型銃塔（UGWS）を備えたAAV7A1。走行装置はRAM/RS改修を施される前の状態

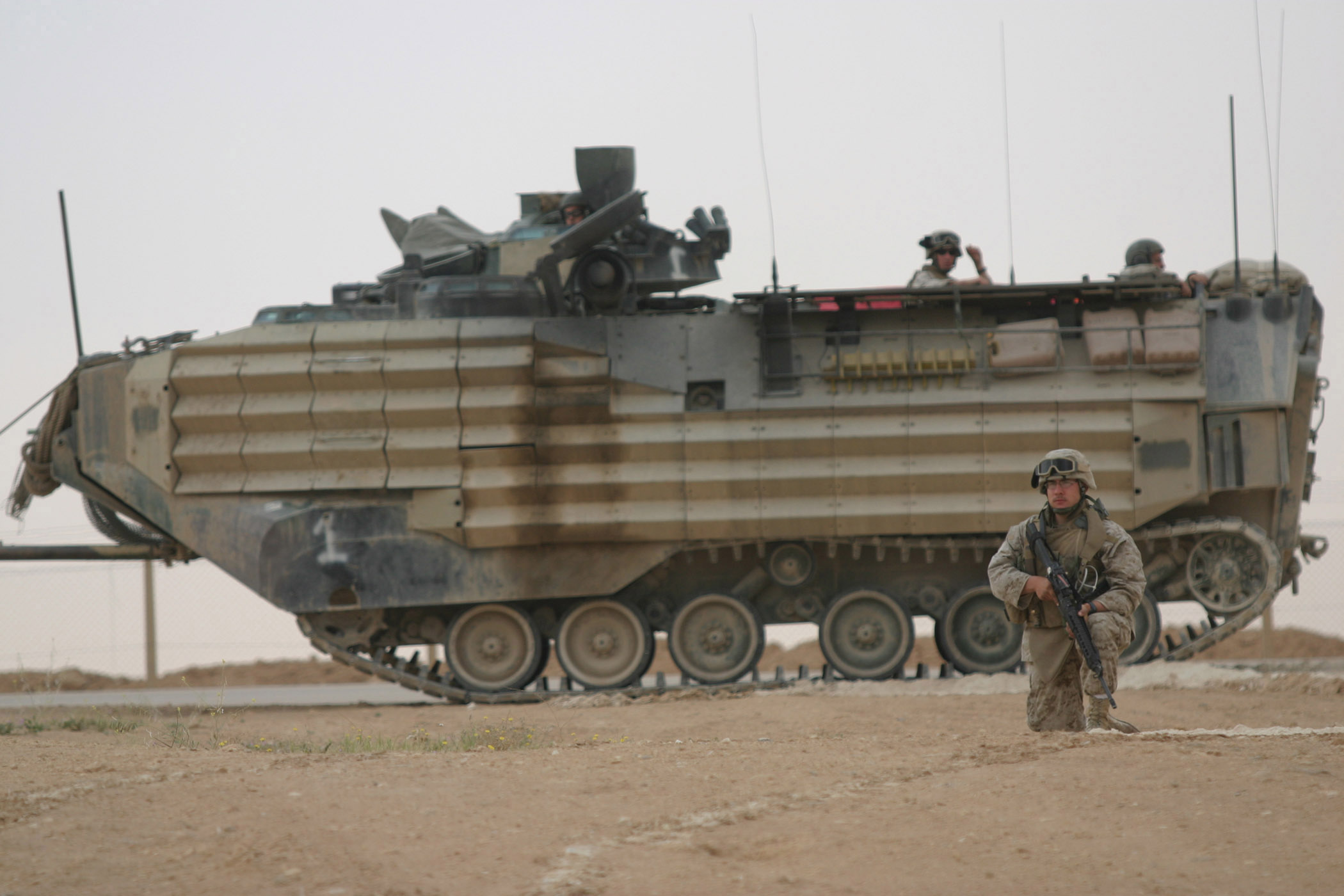
新型銃塔（UGWS）、増加装甲（EAAK）に加えRAM/RS改修を施されたAAV7A1。上部転輪が追加され、転輪も変更されている

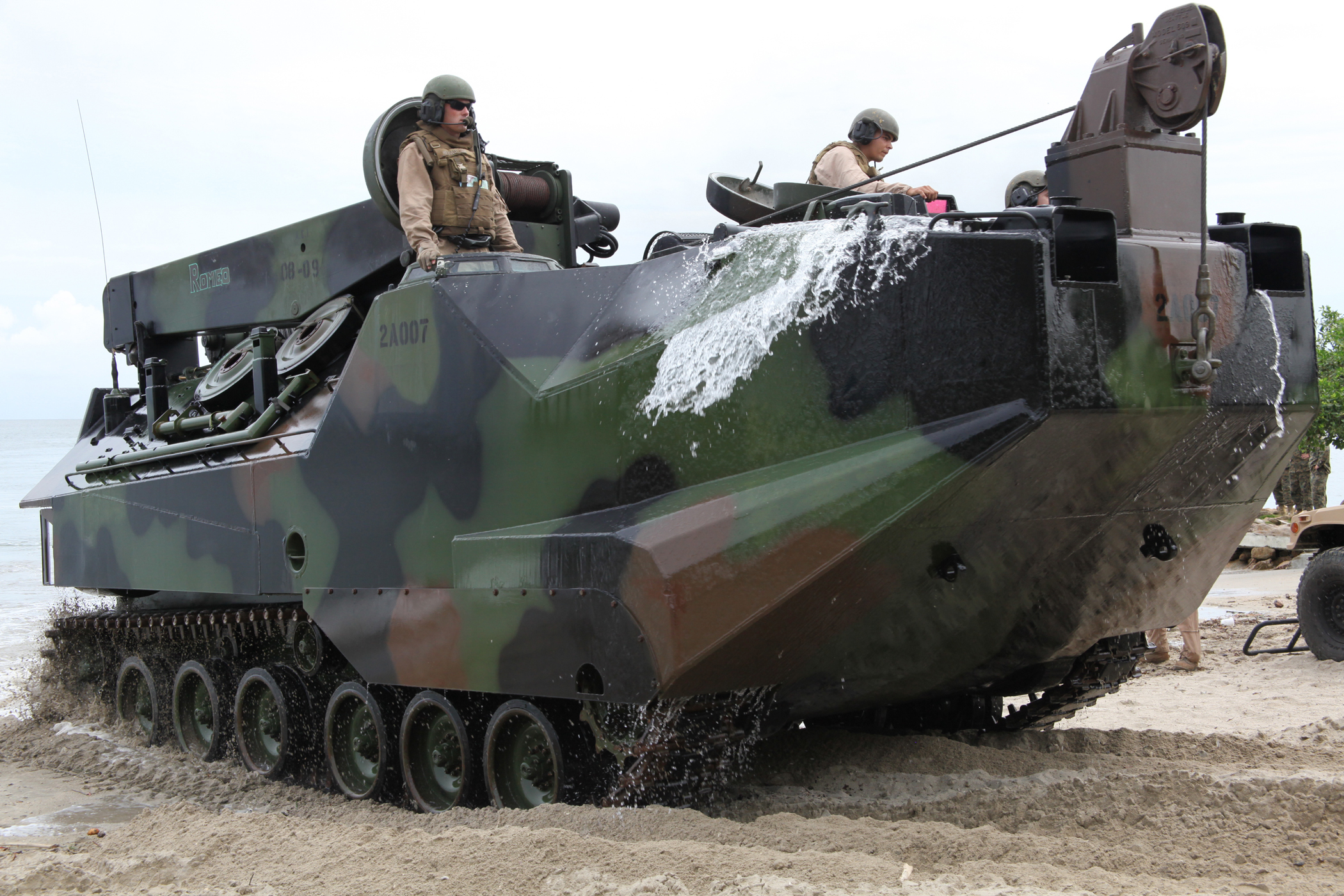
クレーンを装備した回収車型のAAVR7A1

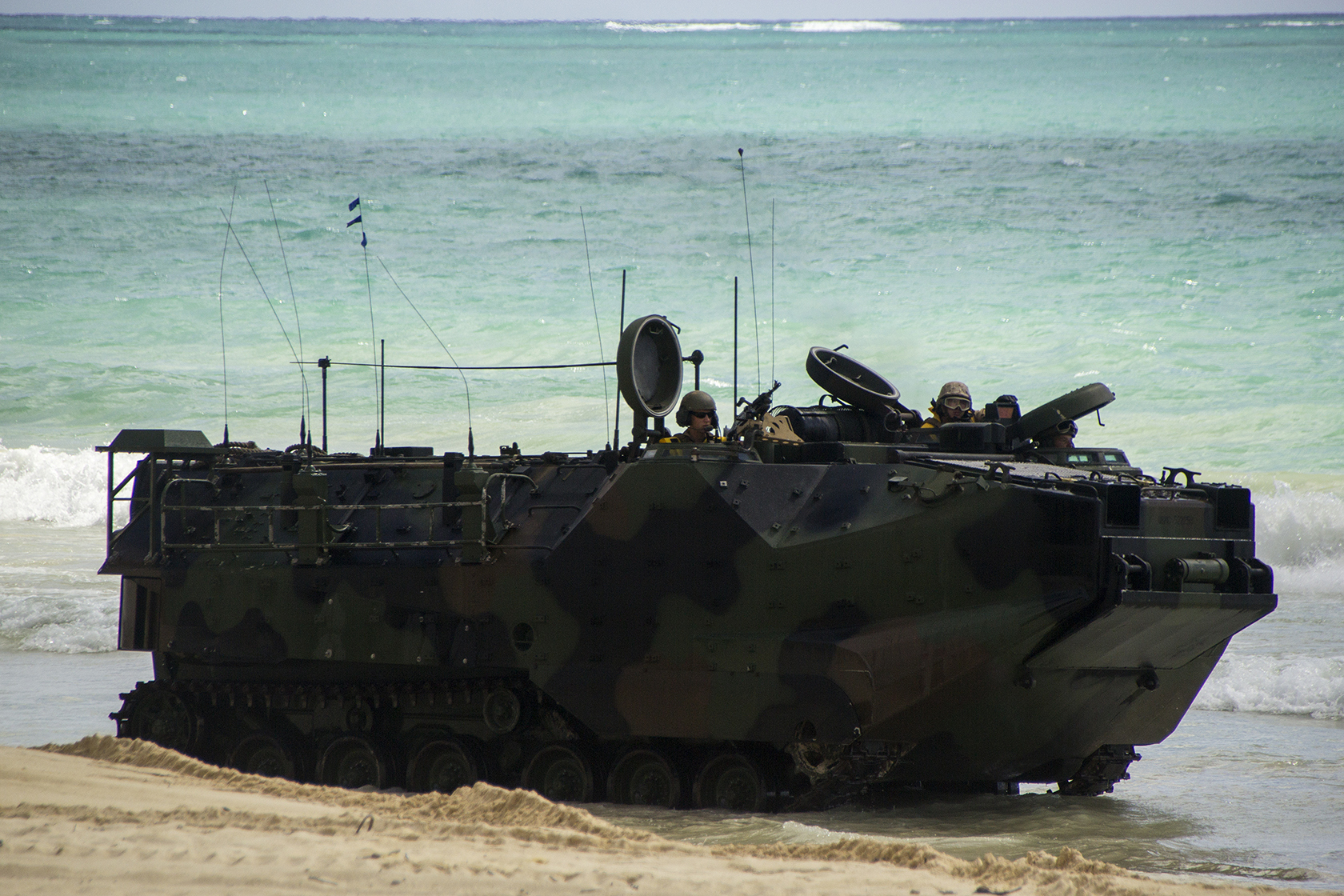
通信用アンテナを装備した指揮車両型のAAVC7A1

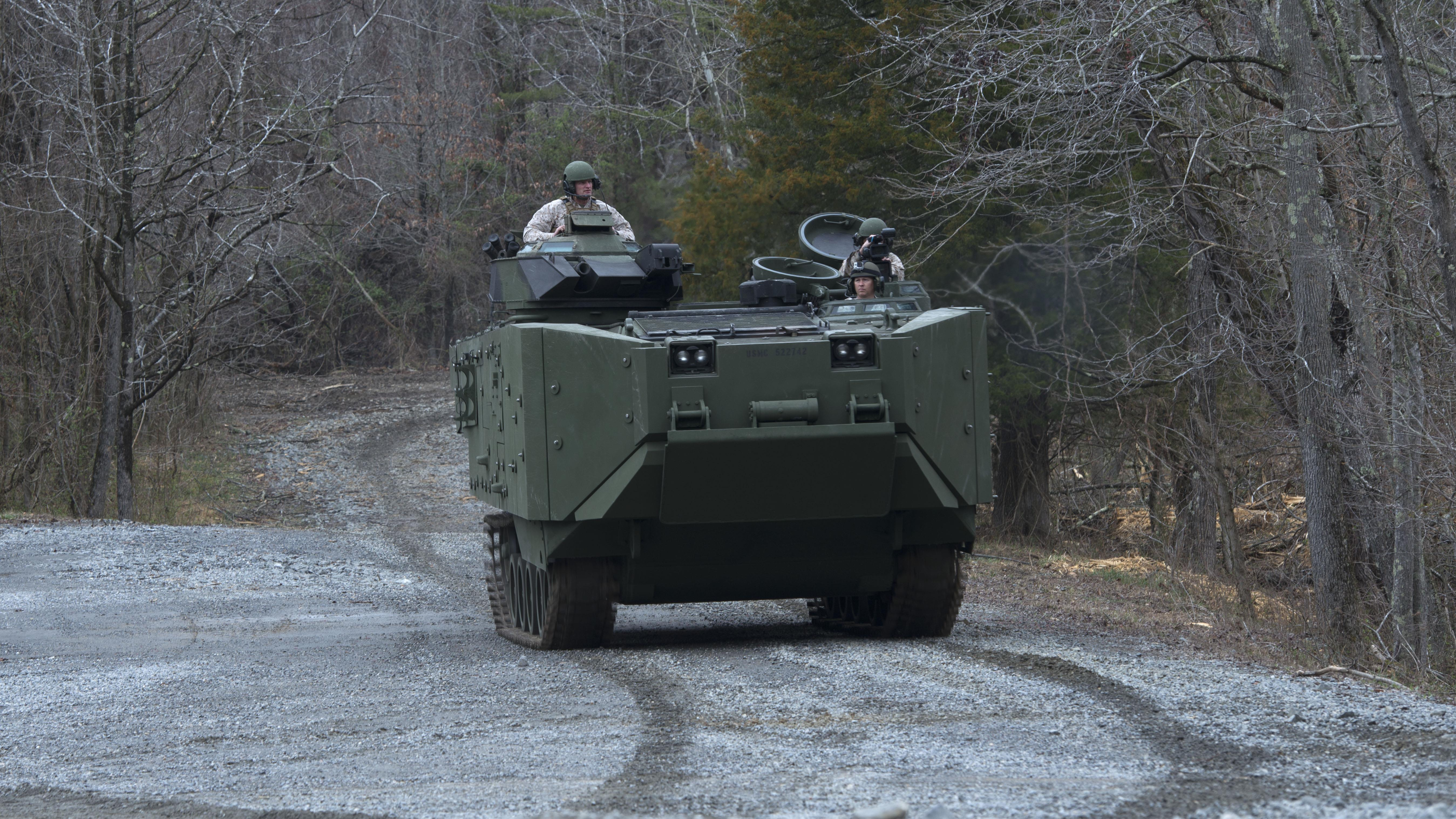
セラミック製増加装甲を装着したAAV7 SU

LVTX12
計画および開発時の総称。
LVTPX12
兵員輸送型の試作車名称。銃塔に12.7mm重機関銃ではなく20mm機関砲を装備している。
LVTCX2
指揮車両型の試作車名称。量産車とは異なり、兵員輸送型と同じ銃塔を装備している。
LVTRX2
回収車型の試作車名称。
LVTP7（AAV7）
兵員輸送型の量産型。武装はM85 12.7mm機関銃となっている。
LVTP7A1（AAVP7A1）
近代化改修を施した兵員輸送型（改修内容は本文参照）。LVTP7からの改修車両に加え、生産当初から改修点を盛り込んだ新造車両がある。1985年に命名規則の変更からAAV7A1と改称される。後の改修により、銃塔は全てUGWSに換装された。
AAVP7A1 EAAK
兵員輸送型のAAVP7A1に増加装甲キット（EAAK）を装着したタイプ。
AAVP7A1 RAM/RS
兵員輸送型のAAVP7A1に第二次改修（RAM/RS）を実施したタイプ。
AAVP7A1 RAM/RS EAAK
兵員輸送型のAAVP7A1に第二次改修（RAM/RS）を実施し、増加装甲キット（EAAK）を装着したタイプ。
LVTC7（AAVC7）
指揮車両型。銃塔は装備されず、通常のハッチになっている。1985年に命名規則の変更からAAVC7と改称される。
LVTC7A1（AAVC7A1）
LVTP7A1に準じた近代化改修を施した指揮車両型。LVTC7からの改修車両に加え、生産当初から改修点を盛り込んだ新造車両がある。
AAVC7A1 EAAK
指揮車両型のAAVC7A1に増加装甲キット（EAAK）を装着したタイプ。
AAVC7A1 RAM/RS
指揮車両型のAAVC7A1に第二次改修（RAM/RS）を実施したタイプ。
AAVC7A1 RAM/RS EAAK
指揮車両型のAAVC7A1に第二次改修（RAM/RS）を実施し、増加装甲キット（EAAK）を装着したタイプ。
LVTR7（AAVR7）
ブーム式クレーンとウインチを装備した回収車型。銃塔は装備されず、通常のハッチになっている。1985年に命名規則の変更からAAVR7と改称される。
LVTR7A1（AAVR7A1）
LVTP7A1に準じた近代化改修を施した回収車型。LVTR7からの改修車両に加え、生産当初から改修点を盛り込んだ新造車両がある。
AAVR7A1 RAM/RS
回収車型のAAVR7A1に第二次改修（RAM/RS）を実施したタイプ（なお、回収車型のAAVR7A1にEAAKを装着する改修は、2015年時点まで実施された例は無い）。
LVTP7A1（MCSK搭載型）
不採用に終わった戦闘工兵車型、LVTE7の代用として、兵員輸送車型の兵員室部分にMK154 LMC(Launcher, Mine Clearance) MCSK（Mine Clearance System Kits：追加型地雷除去装置）を搭載した地雷原除去車。
AAV7 SU
装甲防御力向上パッケージ装着型。2010年頃より開発が行われ、2016年に公開された。

LVTE7
車体前面にドーザープレート、兵員室に地雷原突破用の爆索投射装置を装備した戦闘工兵車型。計画時の名称はLVTE2。試作車のみで量産はなされなかった。
LVTEX3
LVTE7の試作車を転用し、主砲を105mm低反動砲に換装したM551シェリダン空挺戦車の砲塔を搭載した火力支援車型の試作車両。制式採用はなされず、1両のみが製作されたに留まった。
LVTH7
105mm榴弾砲装備の砲塔を搭載した火力支援車型。計画のみ。
LVTP7 MTU
1975年、アメリカ陸軍の計画した対空レーザー兵器（GAAHEL：Ground-based AntiAircraft High Energy Laser：地上設置対航空機高エネルギーレーザー）のテストベッド車両（MTU：Mobile Test Unit）に改造されたもの。海兵隊より陸軍に譲渡された車両が改造され、レッドストーン兵器廠において各種の実験に用いられた。陸軍での実験終了後、装置はNASAに移管されている。
LVTP7の兵員室部分にガスタービン発電機と冷却装置、及びレーザー装置を搭載、30キロワットの出力の炭酸ガスレーザーを照射できた。
AAVP7A1 CATFAE
兵員室に燃料気化爆弾弾頭の地雷処理用ロケット弾発射装置(CATFAE：Catapult Launched Fuel-Air Explosive (Land Mine Countermeasure)を搭載した地雷処理車両型。ロケット弾発射装置は横3列と4列のものを各3基、計21基を搭載し、兵員室部分以外は兵員輸送型と同一である。テストのみで制式採用はなされなかった。

## 採用国

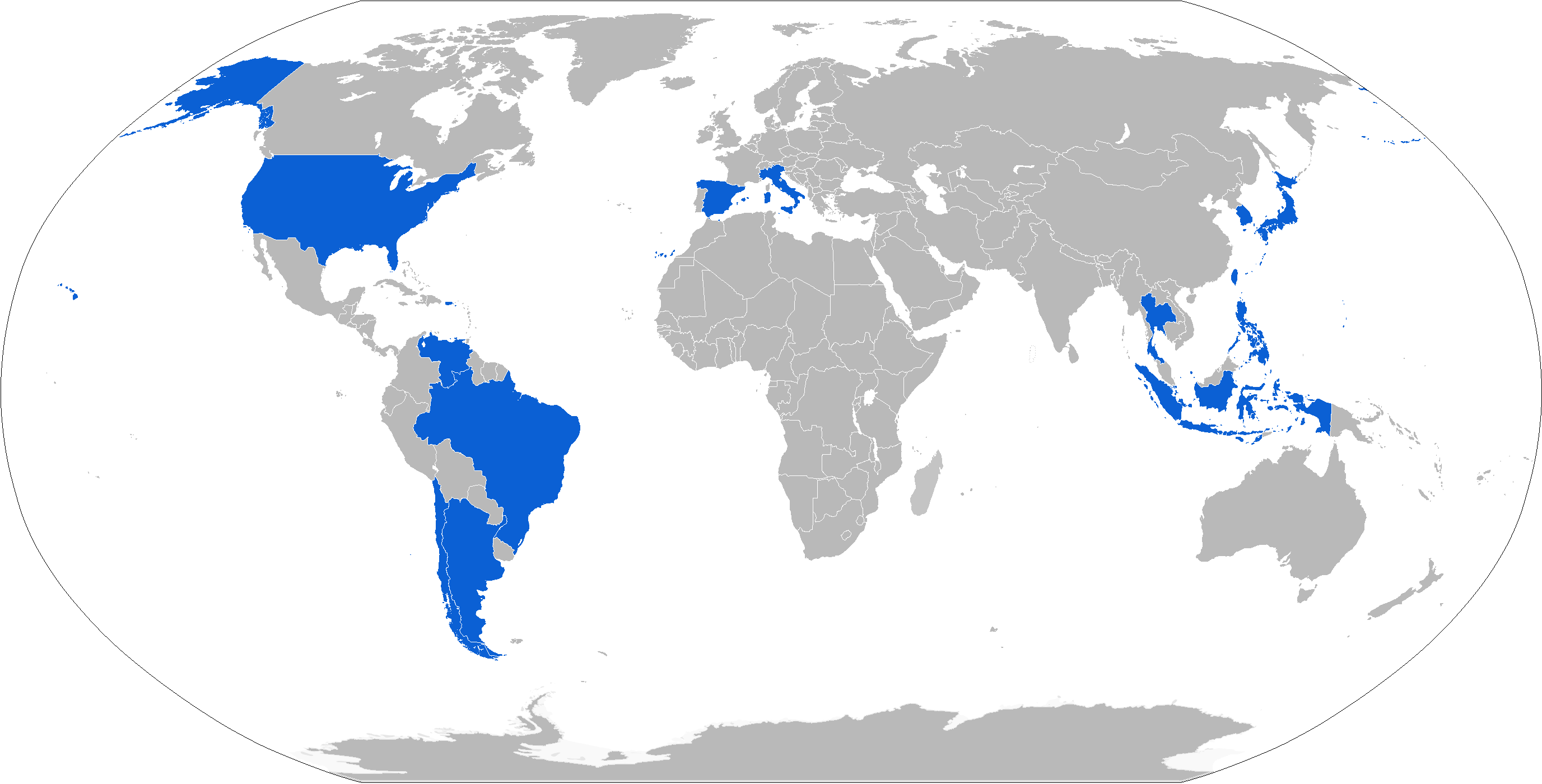
AAV7採用国（青色表示）

- アメリカ合衆国：全て海兵隊に配備。派生型含め1,300両余り。
- イタリア：25両。UNIFILに派遣された。
- スペイン：19両。UNIFILに派遣された。
- 韓国：160両。大韓民国海兵隊に配備。
- タイ：33両
- 中華民国（台湾）：90両。海兵隊に配備
- インドネシア：2024年時点で、インドネシア海兵隊が10両のLVTP-7A1を保有[6]。韓国からの供与。
- フィリピン：8両
- ベネズエラ：11両
- ブラジル：52両
- アルゼンチン：2024年時点で、アルゼンチン海兵隊が11両のLVTP-7と数量不詳のAAVR-7を保有[7]。エンジン換装等の改修が行われている。
- チリ：12両
- 日本：58両。参考品として6両を調達後、26中期防で52両を調達した。

※2021年11月、ギリシャ海兵隊がアメリカ海兵隊の中古のAAV7 75両をFMSで導入することをギリシャのニュースサイトが報じた。

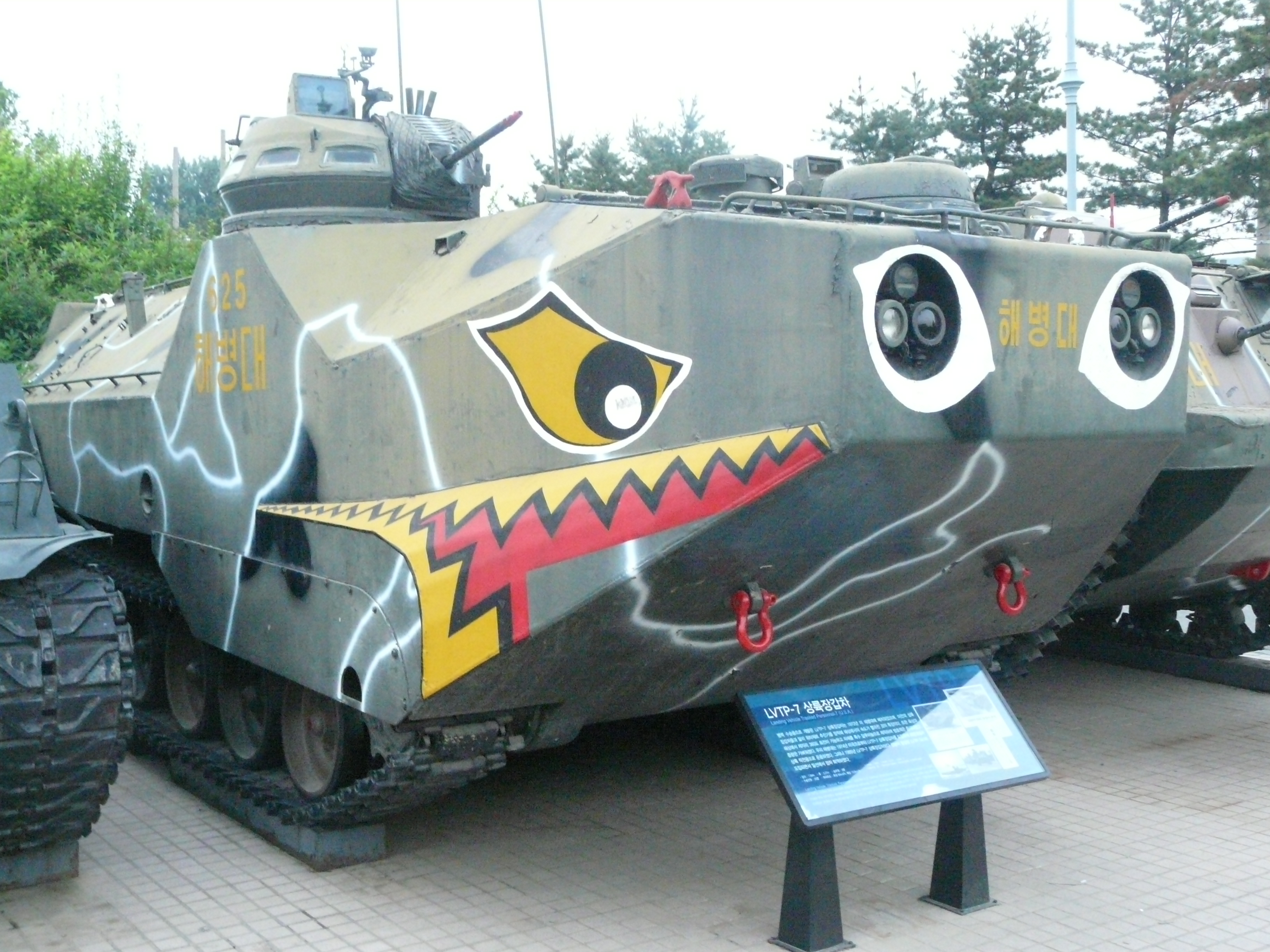
韓国海兵隊の初期型LVTP-7
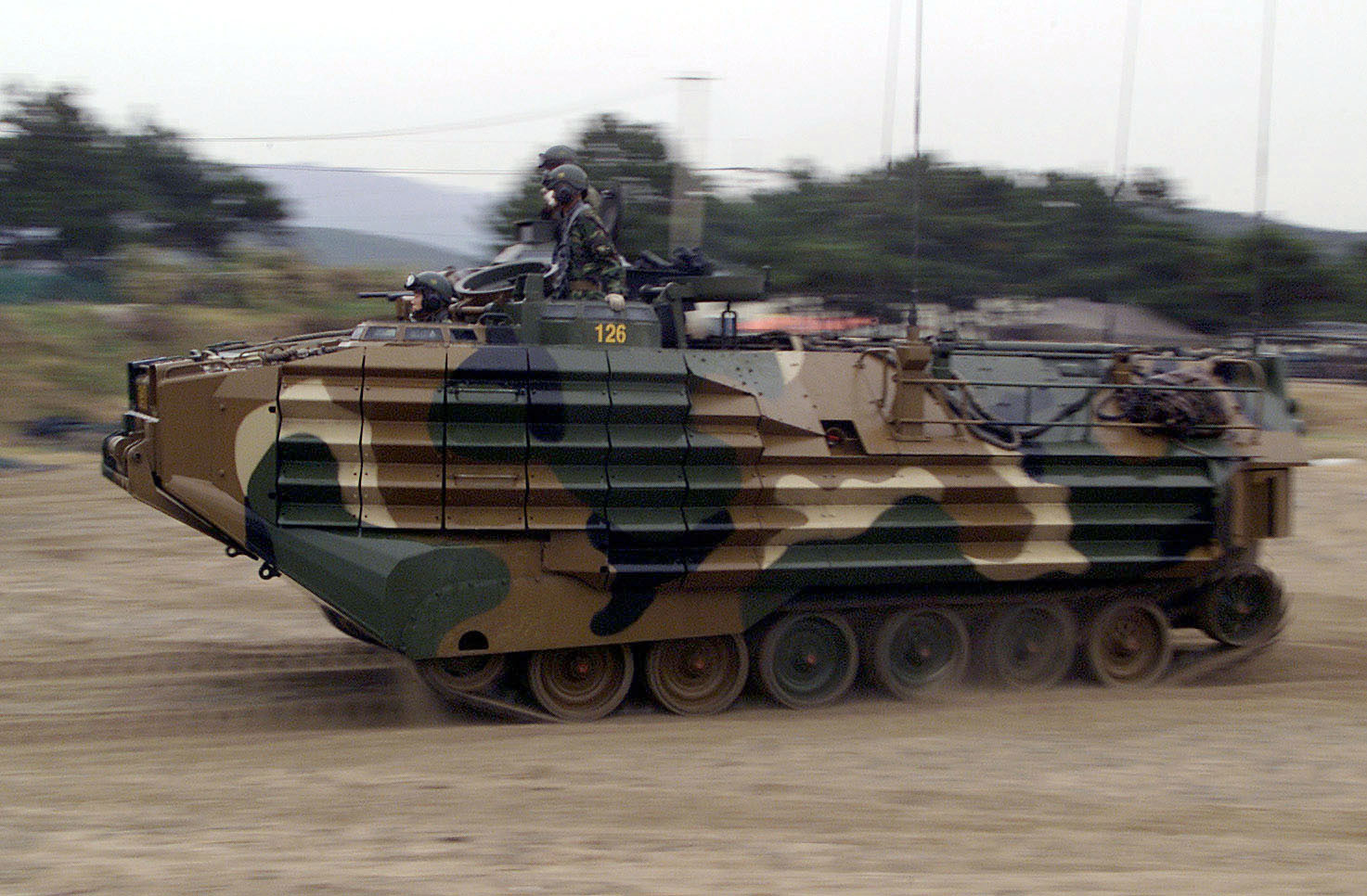
韓国海兵隊のAAV7A1 EAAK
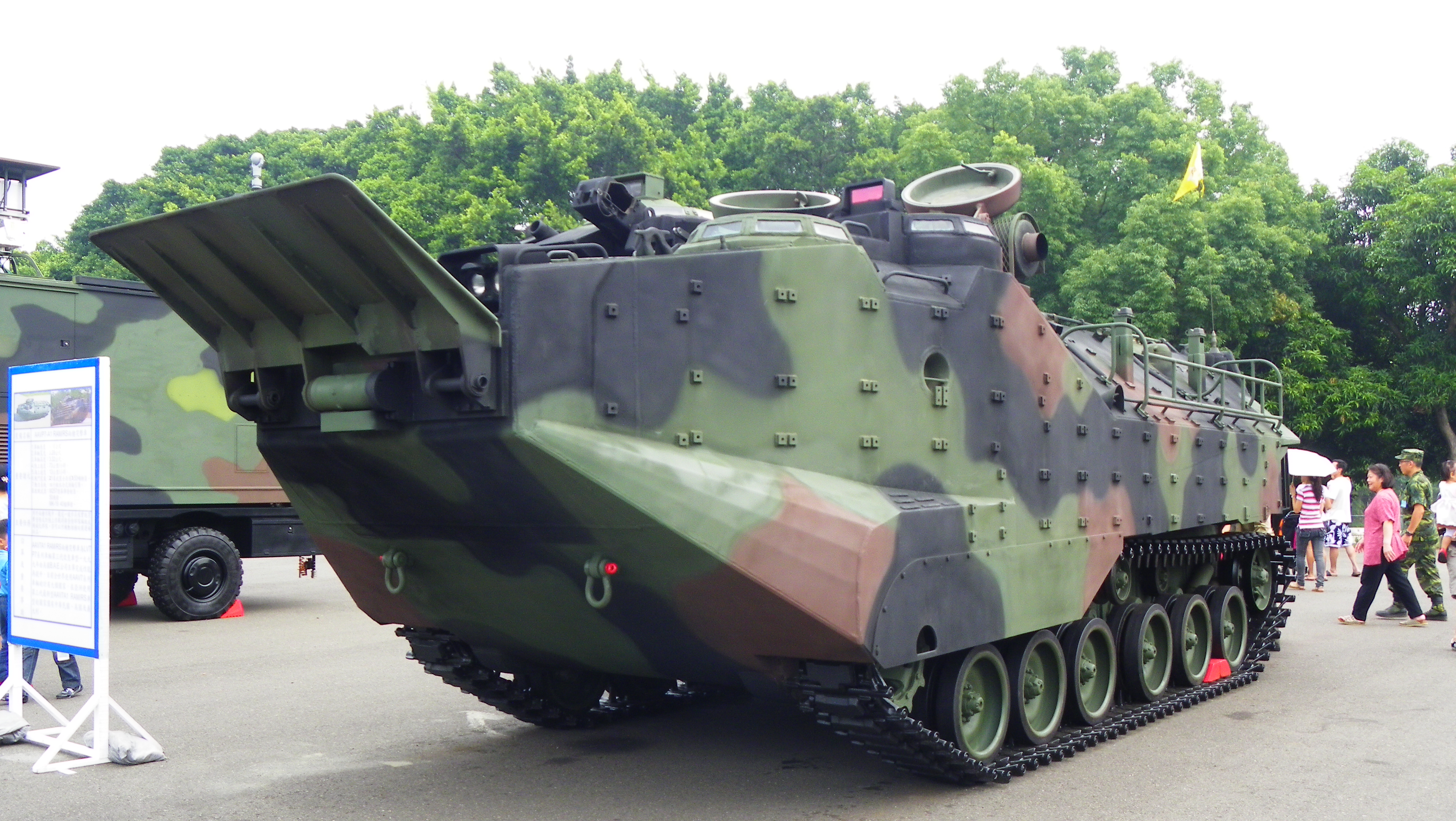
中華民国海軍陸戦隊のAAV7A1 RAM/RS
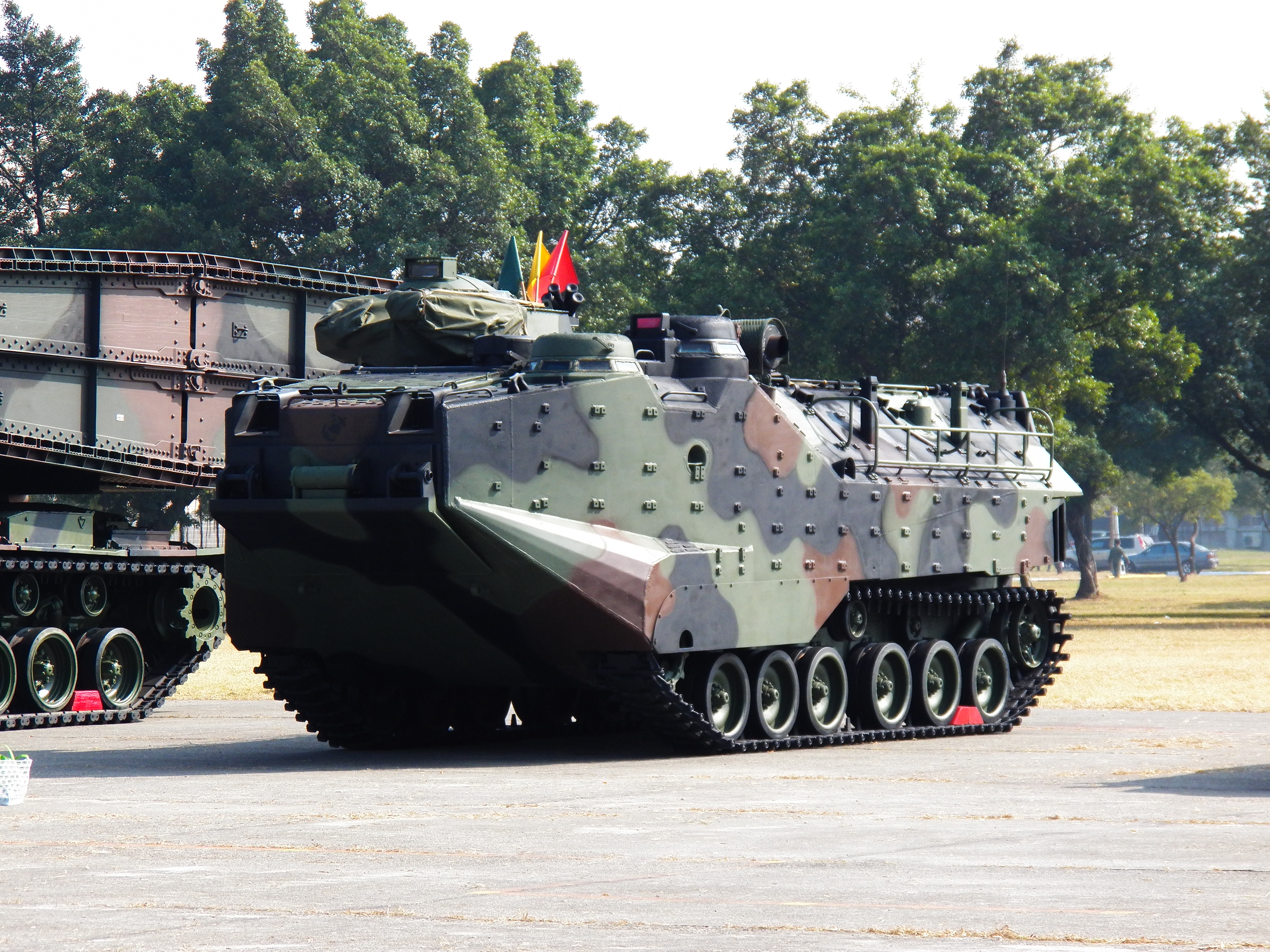
中華民国海軍陸戦隊のAAV7A1
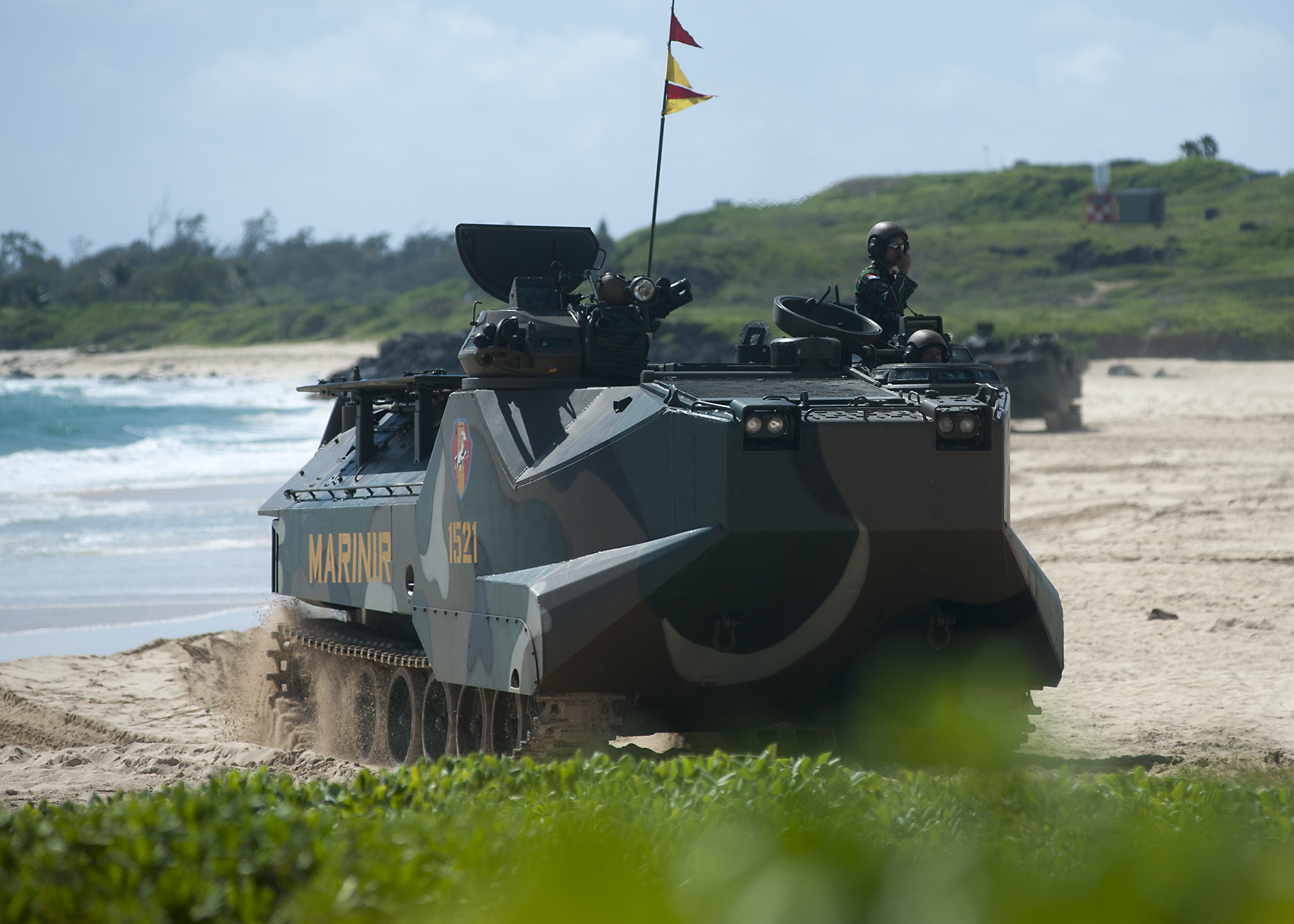
インドネシア海兵隊のAAV7
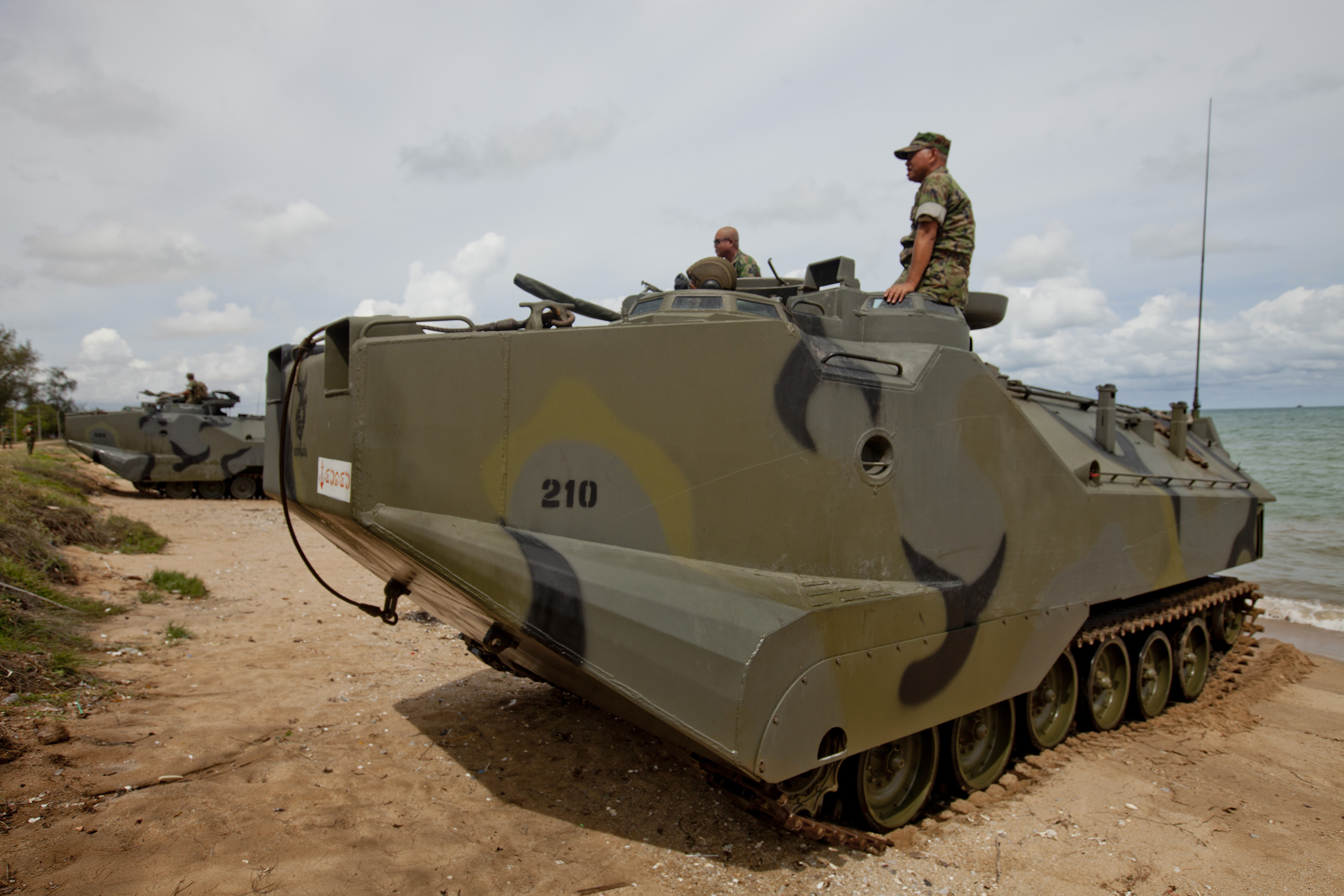
タイ海兵隊のAAV7

### 日本
離島防衛強化のため陸上自衛隊に新編された水陸機動団に「AAV7A1 RAM/RS」が『水陸両用車（AAV7）』として配備されている。
参考品として2013年（平成25年）度防衛予算で『水陸両用車（AAVP7A1 RAM/RS）人員輸送型』4両を25億円で調達。この参考品については、新古品でありメーカーが保管していた車両を陸上自衛隊向け仕様にしたもの。陸上自衛隊独自の仕様として航海灯（戦闘時は外す）とサイレンを装備。オプションとしてサイドミラー付き方向指示器も用意されている。EAAKを装備した車両も存在。1号車・2号車は陸上自衛隊開発実験団隷下の装備実験隊（第1実験科）に研究開発用として、3号車は第4戦車大隊に部隊訓練用として、4号車は陸上自衛隊武器学校に整備練習用として配備されていたが、のちにすべての車両が第4戦車大隊に配備されていた。
参考品として2014年（平成26年）度防衛予算で『水陸両用車（AAVC7A1 RAM/RS）指揮通信型』1両と、『水陸両用車（AAVR7A1 RAM/RS）回収型』1両の計2両を17億円で調達。
参考品の各種検証が行われた後、2015年（平成27年）度防衛予算で『水陸両用車（AAVP7A1 RAM/RS）人員輸送型』24両、『水陸両用車（AAVC7A1 RAM/RS）指揮通信型』3両、『水陸両用車（AAVR7A1 RAM/RS）回収型』3両の計30両を203億円で調達。2016年（平成28年）度防衛予算で『水陸両用車（AAVP7A1 RAM/RS）人員輸送型』9両、『水陸両用車（AAVC7A1 RAM/RS）指揮通信型』1両、『水陸両用車（AAVR7A1 RAM/RS）回収型』1両の計11両を78億円で調達。2017年（平成29年）度防衛予算で『水陸両用車（AAVP7A1 RAM/RS）人員輸送型』9両、『水陸両用車（AAVC7A1 RAM/RS）指揮通信型』1両、『水陸両用車（AAVR7A1 RAM/RS）回収型』1両の計11両を85億円で調達。
2018年（平成30年）3月27日に水陸機動団が新編された後は、整備教育用として武器学校に少数が配備されるものを除き、隷下の戦闘上陸大隊・水陸機動教育隊に集中配備された。
なお、2017年（平成29年）6月2日の防衛省設置法等の一部を改正する法律（平成29年第42号）の公布により「船舶法などの適用除外」を定めた自衛隊法第109条・第110条が改正された。これによると陸上自衛隊の使用する船舶（水陸両用車両を含む）が「船舶法」・「小型船舶の登録等に関する法律」の対象外となったほか、これに乗船して操縦に従事する隊員が「船舶職員及び小型船舶操縦者法」の対象外となった。
2018年（平成30年）5月8日から24日、九州西方海域、鹿児島県種子島および同周辺海域において海上自衛隊と合同で行われた「水陸機動団演習」にて、陸上自衛隊水陸機動団のAAV7が発進・収容訓練を行った。
2018年（平成30年）10月、アメリカ海兵隊やフィリピン海兵隊との共同訓練「カマンダグ2」にて、陸上自衛隊水陸機動団のAAV7が着上陸訓練を行った。
2019年（平成31年）1月7日から2月16日、アメリカ海兵隊との実動訓練「アイアン・フィスト」にて、陸上自衛隊水陸機動団のAAV7が着上陸訓練を行った
2021年（令和3年）11月19日から11月30日、「令和３年度自衛隊統合演習」にて、陸上自衛隊水陸機動団のAAV7が着上陸訓練を行った。
| 予算計上年度         | 人員輸送型 | 指揮通信型 | 回収型 | 総数 |
| -------------------- | ---------- | ---------- | ------ | ---- |
| 平成25年度（2013年） | 4両        | -          | -      | 4両  |
| 平成26年度（2014年） | -          | 1両        | 1両    | 2両  |
| 平成27年度（2015年） | 24両       | 3両        | 3両    | 30両 |
| 平成28年度（2016年） | 9両        | 1両        | 1両    | 11両 |
| 平成29年度（2017年） | 9両        | 1両        | 1両    | 11両 |
| 合計                 | 46両       | 6両        | 6両    | 58両 |

## 2020年7月　アメリカ海兵隊での沈没事故
2020年7月30日、アメリカ海兵隊の第1海兵遠征軍第15海兵遠征部隊所属のAAV7 1両が、演習中に沈没し、搭乗員の内8名の海兵隊員と1名の海軍船員が死亡した。海兵隊第1海兵遠征軍と海軍安全センターはそれぞれ個別に事故調査を実施し、維持整備や緊急時の脱出訓練が十分に行われていなかった事、及び人為的ミス等が原因であるとする報告書を公表した。

## 後継車両
2015年を目処に後継車両となる予定だったEFV（Expeditionary Fighting Vehicle）は、2011年1月にロバート・ゲーツ国防長官の軍事予算削減の方針により開発中止になったため、AAV7は今後もしばらくの期間は海兵隊の主力水陸両用装甲車として使用される。
EFVに代わる後継車両について、米ジェネラル・ダイナミクスは三菱重工業と水陸両用車の共同開発に着手。同じく後継車両の開発を行っているBAEシステムズも三菱重工と協業の模索に入った。

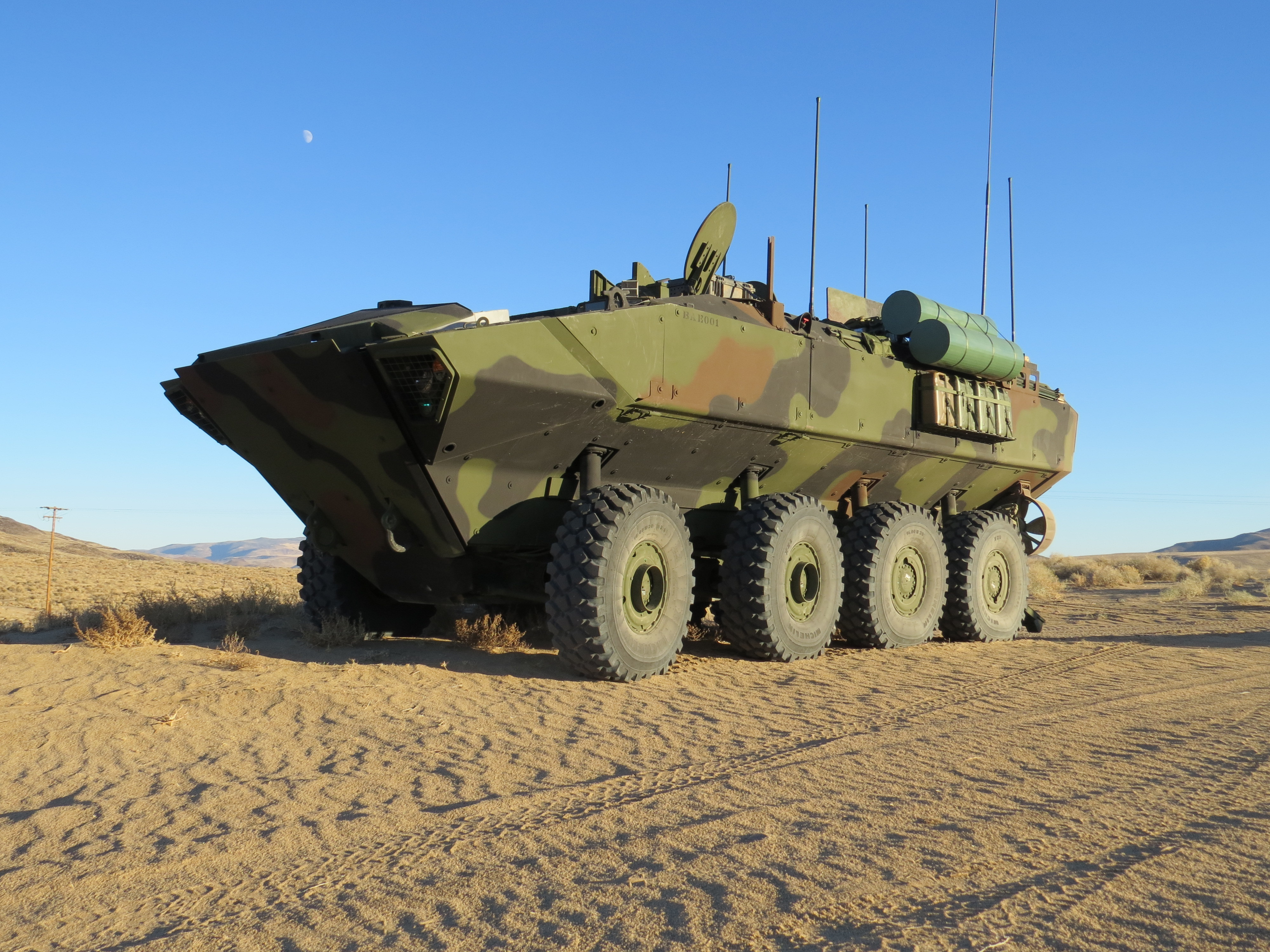
アメリカ海兵隊で採用された後継車両のACV(Amphibious Combat Vehicle 水陸両用戦闘車)

2018年6月20日、アメリカ海兵隊はBAEシステムズの「ACV」の採用を決定。30両分の低率初期生産を開始し、さらにオプションとして204両分の発注が行われた。

## 登場作品

### 映画
『ジュラシック・パークIII』
アメリカ海兵隊のAAVP7A1 RAM/RSが登場。イスラ・ソルナ島で遭難するグラント博士たちを救出すべく5両が出動し、海岸に上陸して海兵隊員たちを展開させる。
撮影には、アメリカ海兵隊の全面協力で実物が使用されている。
『世界侵略: ロサンゼルス決戦』
アメリカ海兵隊所属車両が登場。ニュース映像の中で、ロサンゼルス市内に展開する様子が映されている。
『トランスフォーマー/リベンジ』
アメリカ海兵隊所属車両が登場。「ファイヤーストーム作戦」の発動を受け、対ディセプティコン特殊部隊NESTを支援すべく、LCACと共に紅海から上陸する。
『ハートブレイク・リッジ 勝利の戦場』
アメリカ海兵隊のAAVP7A1とAAVC7A1が登場。初期型銃塔が搭載されており、作中では演習場内に駐車されているほか、終盤の「グレナダ侵攻」にて多数の車両がニューポート級戦車揚陸艦「サムター」から発進し、海岸に上陸して海兵隊員たちを展開させる。

### アニメ・漫画
『空母いぶき』
陸上自衛隊のAAVP7A1 RAM/RS登場。水陸機動団に配備されており、中国軍に占拠された与那国島を奪還するため、沖縄本島に集結する。
『続・戦国自衛隊』
戦国時代へタイムスリップしたアメリカ海兵隊の装備として、AAVP7A1が登場。初期型銃塔やEAAKを装備した車両も存在しており、作中では「大坂の陣」に投入され、LCACを使った変則的な展開をしながら水路より大阪城内に侵入しようとする。
『第2次朝鮮戦争 ユギオII』
韓国軍の車両が登場。アメリカ軍や陸上自衛隊第7師団とともに北朝鮮元山市へと上陸する。
『日本沈没2020』
ユーチューバーのカイトが、日の丸の描かれた車両を操縦する。
『ルパン三世 PART5』
アメリカ海兵隊のAAVP7A1が登場。SHAKEHANZ社を制圧すべく出動する。

### ゲーム
『ARMA 2』
プレイヤーが操作可能。
『Operation Flashpoint: Dragon Rising』
アメリカ海兵隊陣営で使用可能な装甲戦闘車両としてAAV7A1が登場する。
『Wargame Red Dragon』
NATO陣営のアメリカ軍デッキで使用可能な装甲兵員輸送車としてAAV7とAAV7A1が登場する。
『WarRock』
日本版に2012年7月31日に追加された。武装はMk.19 グレネードランチャーとM2重機関銃。
『エースコンバットX2 ジョイントアサルト』
陸上自衛隊所属のAAV7が、友軍（護衛対象）としてミッションに登場。突如東京に侵攻を開始した「ヴァラヒア」の強襲上陸部隊を迎撃するべく、PMCの航空部隊と共に房総半島に展開する。
『コンバットチョロQ』
Qタンクワールドにやってくる途中だったLVTP7が改造されたという設定のSONOP7がアメリカタンクとして登場。また、アリーナのミドルクラスの46番目の敵としても登場。
『大戦略シリーズ』

『バトルフィールドシリーズ』
『BF3』
マルチプレイおよびキャンペーンでプレイヤーが操作可能。
『BF4』
『BF3』と違い、マルチプレイでのみ使用可能。武装はグレネードランチャーと重機関銃。シングルプレイでは強襲揚陸艦USSヴァルキリーに搭載されているのを見ることができる。